# 中村悠一
中村 悠一（なかむら ゆういち、1980年〈昭和55年〉2月20日 - ）は、日本の男性声優、ナレーター。香川県木田郡庵治町（現：高松市）出身。インテンション所属。
代表作は『マクロスF』（早乙女アルト）、『おおきく振りかぶって』（阿部隆也）、『CLANNAD』シリーズ（岡崎朋也）、『魔法科高校の劣等生』（司波達也）、『ウルトラマンX』（ウルトラマンエックス）、『おそ松さん』（松野カラ松）、『呪術廻戦』（五条悟）、『マーベル・シネマティック・ユニバース』（スティーブ・ロジャース / キャプテン・アメリカ〈クリス・エヴァンスの吹き替え〉）、『ジョジョの奇妙な冒険 Parte5 黄金の風』（ブローノ・ブチャラティ）などがある。

## 来歴
- 1980年2月20日、香川県木田郡庵治町（現：高松市）に誕生。
- 1998年、高校卒業後、声優になるために上京。代々木アニメーション学院に入学し[2]、寮生活を始める。在学中に子安武人主演ドラマCD『大正浪漫雑記帳』にてウェイター役で出演[12][13]。
- 2000年、代々木アニメーション学院を卒業後、東京ドラマハウスに所属[17]。
- 2001年、OVA『D+VINE［LUV］』にて声優デビューを経て、同年『電脳冒険記ウェブダイバー』のグリフィオン、ライガオン役にてテレビアニメ初レギュラーを果たす[12][18]。
- 2002年、トリトリオフィスに移籍[19][20]。
- 2005年、シグマ・セブンに移籍[20]。
- 2008年、『ノン子とのび太のアニメスクランブル』にて第18回最優秀男性声優賞を受賞[21]。
- 2016年、第3回Yahoo!検索大賞 パーソンカテゴリー 声優部門賞を受賞[22]。
- 2020年2月15日、アメリカ合衆国のアニメ賞であるクランチロール・アニメアワード2020にて、『ジョジョの奇妙な冒険 黄金の風』ブローノ・ブチャラティ役として最優秀声優賞日本語部門を受賞[23]。
- 2020年10月1日、インテンションに移籍[10]。
- 2021年、第8回Yahoo!検索大賞 声優部門で4位を獲得[24]。
- 2022年、第16回声優アワードで、助演男優賞を受賞[25]。
- 2024年3月2日、クランチロール・アニメアワード2024にて『呪術廻戦 懐玉・玉折』五条悟役として最優秀声優賞日本語部門を受賞[26]。
- 2024年、第18回声優アワードで、MVSを受賞[27]。
- 2025年、第19回声優アワードで、MVSを受賞[28]。

## 人物・エピソード
独特の低音ボイスが特徴。男子高校生、中年男性、爽やかな好青年、ハードボイルドまで幅広い役柄をこなす。
主演作やヒロインの相手役では、あまり素直でない天邪鬼な性格をしたキャラクターを演じる機会が多く、本人も2007年のインタビューでそのような役が多いことを発言している。
吹き替えでは2011年公開の『キャプテン・アメリカ/ザ・ファースト・アベンジャー』以降、クリス・エヴァンスを多く担当している。
大木民夫の訃報を知った際には「大木さんの仕事への姿勢は本当に好きだった。もっとご一緒したかった」と自身のTwitterで追悼の意を示した。『わしゃがなTV』にて、Wikipediaの本項目を取り上げる際に大木について言及しており、「当時の若手たちはみんな憧れていた」「先輩たちが叱る時に引き合いに出していた」「ベーシックな声優のやらなきゃいけないことを全部完璧にやってくる」「物腰も丁寧」「プロ意識の高さ」「言い間違いも絶対しない」ことを語っている。
作画マニアである。『美少女戦士セーラームーン』ではセーラームーンS以降の作画を好んでおり、DVD-COLLECTIONS Vol.1・Vol.2を所有している。当時の東映は話数によって作画監督・演出家が異なり、その癖を見るのが好きで購入した。
香水はBVLGARIを愛用している。
好きな動物は、鹿。 
猫舌である。
好きな食べ物は、数の子（幼少期、母親がかつおだしで漬けていた）、肉、岡田かめやのお菓子、コーラ、ケチャップ、シンプルな味付けのもの。
苦手な食べ物は、ネバネバトロトロした物全般、ラーメン（すっきり系はなんとか食べられるが、油が多いと吐いてしまう）、マシュマロ、虫全般。
モットーは「人生、楽より苦ばっかり」。

### エピソード

#### 幼少〜上京前
一人っ子である。
幼い時から落ち着いており、「達観した感じの子供だ」と言われていたという。
格闘技（極真空手・柔道・骨法など）を習っていた。
高校2年生の頃からバイクに乗っている。
高校時代はデパートの青果コーナー、軽食が取れる喫茶店、マクドナルドでアルバイトをしていた。
将来は洋画の吹き替え声優かK-1格闘家か『ファミ通』のライターになりたいと思っていた。格闘家は身長が足りないと思ったため、ファミ通ライターは募集要項に大卒と書いてあったため諦めており、声優は大卒と書いていなかったため志した。
出身地の香川県木田郡庵治町（現：高松市庵治町）は、2004年公開の映画『世界の中心で、愛をさけぶ』のロケ地となっている。2021年7月時点で映画自体を観ていない。当時予告編を見て思ったこととして「感動的なシーンではあるが、俺はここでエアガン（エアソフトガン）をぶっぱなしてたな」「あの高台から海に向かってM16ぶっぱなしてたけど良いシーンに変わってるな」「ブランコ漕いでるシーンの場所で俺らはサバゲーしてた。あんなところでブランコ漕いでたら撃たれるよ。ただ誰も来ない場所だからよく見つけたなと思う」と述べている。

#### 上京後
父親が極度の人見知りで外食が苦手であったことから外食をしたことがなく、上京後初めて吉野家で牛丼を食べた際、複雑な味に慣れず気持ち悪くなり完食できなかった。何度か食べる内に美味しいと感じるようになった。
小さな中古ゲームショップでアルバイトをしていたことがある。
自炊はほとんどしない。安元洋貴によれば「ガスコンロの上にガンプラが置いてあった」。
鈴村健一と初対面になった飲み会の後、鈴村に帰りの電車は大丈夫かと聞かれて大丈夫ではないがいつも歩いて帰っていると答えると今日はタクシーで帰りなよと5000円渡されたが、家は遠かったため足りなかった。
当時飲み会は絶対にあり、中村はお金がないため終電で帰りたいものの
先輩たちは終電後(中村曰くいやらしい時間)に解散するので大体歩いて帰っていた。
しかし、何にも辛くはなく歩くのも面白かったと述べている。
『ヴァルキリープロファイル2 シルメリア』について「アニメの仕事をまだ全然してない時に急に呼ばれたので、なぜ抜擢されたのかわからない」「トライエースから急に名指しで言われて、オーディション後に音響監督から「よく知らない奴だからオーディションやった」と言われた」「何（どこ）で俺を知ったのか未だに謎」と語っている。
『電脳冒険記ウェブダイバー』で、吉野裕行やその他シグマセブン所属の声優に良くしてもらい、吉野が保村真を連れてきて3人で中村の家で遊んだりしていた。この時の縁もあり、後にシグマセブンに移籍している。杉田智和、現事務所社長の鈴村健一、小西克幸らとも出会っており、「繋がりができ、仲間がたくさんできた大事な作品」と語っている。
『おおきく振りかぶって』で阿部隆也役を演じた頃、主人公だった三橋廉役の代永翼とのBLCDのカップリングはNGにするほど、作品のイメージを大切にしていた。
シグマセブンに移籍後、声優として稼げるようになり、安元洋貴らとゲームセンターで待ち合わせ、ゲームセンターで遊び、焼き肉を食べ、再度ゲームセンターに戻り遊んでいた。
『俺の妹がこんなに可愛いわけがない』出演後、主に妹がいる兄役のオファーが増えた。
古谷徹には『機動戦士ガンダム 逆襲のシャア』のDVDにサインを貰ったが、同作のBD発売後に再度サインをもらった。

### アレルギー / 疾患
- アルコールアレルギー
  - 酒はほとんど飲むことができない[12][61]。
  - 消毒に用いるアルコールにも過敏に反応してしまうことがあるほど敏感である[62]。
  - アレルギーだがウィスキーボンボンは好きである[63]。
  - セブンイレブンで購入できるレジェンダリースコット（スコッチウィスキー）の香りが好みであり、「5舐めくらいなら余裕」[63]。
- 金属アレルギー
- 花粉症[64]
- 寒暖差アレルギー[65]
- 閉所恐怖症[66]
- 乗り物酔い、3Dゲーム酔い[39][67][68]
- 色弱
  - 『わしゃがなTV』でかねてより色弱であると公言している[69]。
  - 2022年7月20日、自身のXでも「色弱により色使いが上手くなく」と綴った[70]。

### 交友関係
好きな女性声優に代々木アニメーション学院の同期である能登麻美子を挙げているが、異性としてではなく役者としての姿勢に好感が持てるという意味である。
杉田智和の真顔でボケる点が好きと発言している。
入野自由とは数年置きに共演しており、誕生日が1日違いであることから日付が変わる瞬間に入野から中村にメッセージを入れることが恒例となっている。
星野源とは星野が『わしゃがなTV』にゲスト出演して以降、星野のラジオにマフィア梶田と共に出演をしている。星野が結婚発表をする寸前、マフィア梶田、安元洋貴と共に会ったが、結婚報告をされなかった。他の話題で盛り上がっていたことと、星野が「皆さんは結婚しないんですか？」と切り出した際に安元が「無理だ」と返したことで言い出しづらくなったのではないか、と推測している。
同音異字の俳優、中村優一とはTwitter上で対面している他、舞台版『機動戦士ガンダム00 -破壊による覚醒-Re:(in)novation』において中村優一がミスター・ブシドーを演じることが発表され話題となった。その後『ポプテピピック』第2シリーズ最終話において中村優一が演じた役柄に声をあてたことで間接的ながら共演を果たすこととなった。

### 評価
入野自由に「いい声でズルい」「声に説得力がある」と評されている。
岡本信彦、村瀬歩に「声がずるい」、内山昂輝に「声が強い」「説得力がある」と評されている。

### 趣味・嗜好
シルバニアファミリーは幼い頃に幼馴染の女の子が遊んでいる様子を横で見ていて触ってみたくて仕方がなかった。『わしゃがなTV』の企画でヴィンセントハスキーを自分のアバターに選んでおり、服は視聴者より提供された。中でも家を手に入れることが夢であった。キャラクターよりは家具や雑貨のディテールやギミックに惹かれている。家の広さが無限にあったら集めたい欲を抑え切れないと発言している。
自身のWikipediaの「ゲーム好き」「ガンプラ好き」「グラブル好き」に対し「これ子どものWikipediaじゃない？恥ずかしいなぁ。全部書き換えたい」と述べている。

#### 洋画鑑賞
- 磯部勉を尊敬している。映画『リーサル・ウェポン2/炎の約束』（1993年のテレビ放映時に磯部が主演のメル・ギブソンの日本語吹替を担当）を見て憧れ、それをきっかけに声優を志し始めた[17]。同映画の1番好きなシーンとして、格子越しのリッグスが「やあクソったれ」と言うシーンを挙げている[12]。磯部と『BLACK LAGOON』にて共演を果たし、その後『劇場版 機動戦士ガンダム00 -A wakening of the Trailblazer-』でも共演したが別収録だった[12][87]。
- 代々木アニメーション学院時代、仲の良いグループで定期的に洋画を観に行っていた[88]。

#### ゲーム（趣味）
- 「特技は1日24時間ゲームプレイ」と言うほどのゲーム好き。過去に『バーチャファイター』の全国大会への本戦出場資格を得たが、交通費が自己負担だったため参戦を断念したことがある[89]。
- 『バトルスピリッツ』に熱中しており、『最強銀河 究極ゼロ 〜バトルスピリッツ〜』では主演を務める。
- 自身も声優として出演している『グランブルーファンタジー』をプレイしており、2016年3月に実装されたプロトバハムート・ハイレベルをその週のうちに討伐するなど[90]、やりこみプレイヤーとしても知られる。
- ハーマンミラーの電動昇降デスク、ゲーミングチェア、モニターアームを使用している。モニター2台の内1台のモニターアームはエルゴトロン製品である[39][91]。
- 2024年10月、スーパーファミコンの市販公式ソフト1400本を収集した[92]。

#### 音楽
- 中学時代は吹奏楽部に所属していた。担当楽器はユーフォニアムだった[93]。
- スマートフォンに2022年1月時点で10,000曲を取り込んでいる（取り込んでいないCDも存在している）。主にゲームミュージック（『ファイナルファンタジー』、『グランブルーファンタジー』、『ゼルダの伝説』、『MOTHER』他）、ゲームのサウンドトラック、アニメのサウンドトラック（スタジオジブリ他）、アニメソング、ゲームミュージックのオーケストラバージョン（交響組曲「ドラゴンクエスト」他）、オーケストラ、J-pop（鈴木雅之、星野源、ヒット曲他）である[94]。
  - 2021年時点でサブスクも加入している[94][95]。

#### 車
- 2018年に普通自動車免許（AT限定）、1997年に二輪免許を取得[96]。
- 愛車は992型ポルシェ911 カレラSカブリオレ[97]。2022年2月に乗り換え、ポルシェ911カレラ4カブリオレとなる。車検を機にオプションがほぼ同じという理由で同車種グレード違いに乗り換えるが、加速と燃費が悪くなったとのこと[98]。
- 本当に乗りたいと思っている車種はポルシェ918スパイダー[99][100]、プジョー・508[101]。

## 出演
太字はメインキャラクター。

### テレビアニメ
2001年
- Cosmic Baton Girl コメットさん☆（バッタビト衛生兵）
- 電脳冒険記ウェブダイバー（2001年 - 2002年、グリフィオン、ライガオン、ラーダ） - 初レギュラー出演作

2002年
- テニスの王子様（銀華中部員）

2003年
- E'S OTHERWISE（テオ、スタッフB、男C 他）
- クラッシュギアNitro（ウーゴ）
- こちら葛飾区亀有公園前派出所（カンガルー刑事、捜査員）
- DEAR BOYS（長瀬悟）
- プリンセスチュチュ（男性）
- 遊☆戯☆王デュエルモンスターズ（ダイナソー竜崎〈2代目〉）

2004年
- かいけつゾロリ（トナカイ）
- 金色のガッシュベル!!（ツァオロン）
- 陸奥圓明流外伝 修羅の刻（沖田総司）

2005年
- あかほり外道アワーらぶげ（秘書）
- 交響詩篇エウレカセブン（男生徒、店員C、本部、監視兵A、軍警察）
- 闘牌伝説アカギ 〜闇に舞い降りた天才〜（青木、古谷、吉田、滝藤 他）

2006年
- ARIA The NATURAL（局員）
- おとぎ銃士 赤ずきん（村人）
- 学園ヘヴン BOY'S LOVE HYPER!（秘書石塚、刺客）
- ガラスの艦隊（ラキューリド）
- 牙 -KIBA-（ポリスB）
- ギャラクシーエンジェる〜ん（係員B、男性隊員、男B）
- 金色のコルダ〜primo passo〜（男子A）
- 恋する天使アンジェリーク〜心のめざめる時〜（研究員）
- 地獄少女 二籠（犯人、鉄）
- 蒼天の拳（部下）
- TOKYO TRIBE2（グルメ、WARU、カマカージー）
- 西の善き魔女 Astraea Testament（侍従、兵士1）
- ハチミツとクローバーII（学生C、男子学生B）
- ふしぎ星の☆ふたご姫 Gyu!（パウル）
- BLACK LAGOON（マイヤー、マニサレラ・カルテル、エージェント・シュガー、モレッティ、ホドロフスキ伍長、ロニー・CK、伊東、花田、ワジリーノフ 他） - 2シリーズ
- まじめにふまじめ かいけつゾロリ（2006年 - 2007年、町の人B、警官の隊長、トナカイB、運転手）
- 無敵看板娘（太田明彦）
- ラブゲッCHU 〜ミラクル声優白書〜（音響スタッフ）

2007年
- おおきく振りかぶって（2007年 - 2010年、阿部隆也） - 2シリーズ
- おじゃる丸（青年、バブルヘッテンコーJr.、ハチ 他）
- キスダム -ENGAGE planet-（七生愁）
- 機動戦士ガンダム00（2007年 - 2009年、グラハム・エーカー / ミスター・ブシドー、副官、アッシュ） - 2シリーズ
- 逆境無頼カイジ（2007年 - 2008年、小泉 他）
- CLANNAD-クラナド-（岡崎朋也）
- CLAYMORE
- この青空に約束を― 〜ようこそつぐみ寮へ〜（星野航）
- さよなら絶望先生（2007年 - 2009年、あびる父、使用人、下見寺住職、監督B、兄ちゃん 他） - 3シリーズ
- しゅごキャラ!（2007年 - 2009年、月詠イクト〈幾斗〉） - 3シリーズ
- スカイガールズ（森山誉、松坂、引ったくり男、気象予報士、官房長官、幹部、機関員、たくみの父）
- sola（先生）
- 逮捕しちゃうぞ フルスロットル（男、シート男、店員）
- のだめカンタービレ（岩井一志、男子学生A、友人A）
- ひまわりっ!!（村人2）
- BLEACH（雑貨店店員、剣道部部長、パラテラウル、テスラ・リンドクルツ、村正 他）
- PRISM ARK（ジュダス）
- ぼくらの（ナギ）
- 魔法少女リリカルなのはStrikerS（ヴァイス・グランセニック）
- もっけ（高梨）

2008年
- イナズマイレブン（2008年 - 2011年、影野仁、源田幸次郎、武方友、財前宗助、ゼル、マーク・クルーガー、エカデル）
- CLANNAD 〜AFTER STORY〜（岡崎朋也）
- 鉄のラインバレル（2008年 - 2009年、森次玲二、降矢勉）
- 絶対可憐チルドレン（2008年 - 2009年、皆本光一）
- ネオ アンジェリーク Abyss（ジェット） - 2シリーズ
- ネットゴーストPIPOPA（ディバイン・フォレスト）
- BLASSREITER（ブラッドリー・ギルフォード）
- マクロスF（早乙女アルト）
- 魔人探偵脳噛ネウロ（穂村徹行）
- 我が家のお稲荷さま。（天狐空幻〈男〉）

2009年
- 君に届け（2009年 - 2011年、真田龍） - 2シリーズ
- シャングリ・ラ（今木烈音）
- 戦う司書 The Book of Bantorra（ヴォルケン＝マクマーニ）
- 鋼の錬金術師 FULLMETAL ALCHEMIST（グリード）
- はじめの一歩 New Challenger（今井京介）
- バスカッシュ!（アイスマン・ホッティ）
- FAIRY TAIL（2009年 - 2025年、グレイ・フルバスター） - 4シリーズ

2010年
- 荒川アンダー ザ ブリッジ（ラストサムライ、Cカップ天狗、恥じらい天狗、乙女がち天狗、若いツバメ〈ヤス〉）
- 俺の妹がこんなに可愛いわけがない（2010年 - 2013年、高坂京介） - 3シリーズ
- 侵略!イカ娘（2010年 - 2011年、嵐山悟郎） - 2シリーズ
- ダンス イン ザ ヴァンパイアバンド（鏑木アキラ）
- ちゅーぶら!!（谷原先生 / 小学校の担任）
- デュラララ!!（2010年 - 2016年、門田京平、池袋の声） - 4シリーズ
- 咎狗の血（トモユキ、ディー）

2011年
- いつか天魔の黒ウサギ（紅月光）
- うたの☆プリンスさまっ♪ マジLOVEシリーズ（2011年 - 2022年、月宮林檎） - 4シリーズ + スペシャル1作品
- X-MEN（マーシュ）
- ギルティクラウン（恙神涯）
- 世界一初恋（羽鳥芳雪） - 2シリーズ
- ダンボール戦機（2011年 - 2013年、宇崎拓也、財前宗助、風陣カイト） - 3シリーズ
- 爆丸バトルブローラーズ ガンダリアンインベーダーズ（エルライト）
- バトルスピリッツ ブレイヴ（ベネルド）
- 真剣で私に恋しなさい!!（九鬼英雄）
- 47都道府犬（香川犬）
- ラストエグザイル-銀翼のファム-（ソルーシュ）
- WORKING!! シリーズ（2011年 - 2015年、真柴陽平） - 2シリーズ

2012年
- アクエリオンEVOL（トワノ・ミカゲ）
- アルカナ・ファミリア -La storia della Arcana Famiglia-（ルカ）
- イナズマイレブンGO（2012年 - 2013年、源田幸次郎、財前宗助） - 2シリーズ
- 妖狐×僕SS（御狐神双熾）
- エリアの騎士（鷹匠瑛）
- 銀魂（2012年 - 2018年、坂田金時） - 2シリーズ
- K（2012年 - 2015年、鎌本力夫） - 2シリーズ
- 恋と選挙とチョコレート（大島裕樹）
- しろくまカフェ（グリズリー）
- となりの怪物くん（吉田優山）
- 夏雪ランデブー（葉月亮介 ）
- 氷菓（折木奉太郎）
- BTOOOM!（織田信隆）
- 輪廻のラグランジェ（デ・メトリオ・ル・ヴィラジュリオ'）

2013年
- 頭文字D Fifth Stage（北条凛〈死神〉）
- カーニヴァル（喰）
- 革命機ヴァルヴレイヴ（山田ライゾウ） - 2シリーズ
- ガンダムビルドファイターズ（リカルド・フェリーニ）
- 血液型くん!（2013年 - 2016年、B型くん） - 4シリーズ
- 最強銀河 究極ゼロ 〜バトルスピリッツ〜（2013年 - 2014年、一番星のレイ / 灼熱のゼロ / 白銀のゼロ / 疾風のゼロ / 紫電のゼロ / 紺碧のゼロ / 閃光のゼロ / 究極のゼロ）
- THE UNLIMITED 兵部京介（皆本光一）
- 戦勇。（ロス）
- 断裁分離のクライムエッジ（雑賀露見男）
- BLAZBLUE ALTER MEMORY（ハザマ）
- ポケットモンスター ベストウイッシュ シーズン2 エピソードN（N）
- マギ The kingdom of magic（練紅炎）
- ログ・ホライズン（2013年 - 2021年、ウィリアム＝マサチューセッツ） - 3シリーズ
- 私がモテないのはどう考えてもお前らが悪い!（黒木智貴）

2014年
- 月刊少女野崎くん（野崎梅太郎）
- 健全ロボ ダイミダラー（ヘンリー）
- Z/X IGNITION（黒崎神門）
- 東京喰種トーキョーグール（2014年 - 2018年、四方蓮示） - 4シリーズ
- 曇天に笑う（曇天火）
- 信長協奏曲（田原伝二郎 / 木下藤吉郎）
- ノブナガ・ザ・フール（ガイウス・ユリウス・カエサル）
- ハイキュー!!（2014年 - 2020年、黒尾鉄朗） - 5シリーズ / 2015年に総集編『終わりと始まり』劇場上映
- ハマトラ（レシオ） - 2シリーズ
- ブレイク ブレイド（ホズル / クリシュナ9世）
- 魔法科高校の劣等生（2014年 - 2024年、司波達也） - 3シリーズ + スペシャル
- 六畳間の侵略者!?（里見孝太郎）
- ワールドトリガー（2014年 - 2021年、迅悠一） - 3シリーズ

2015年
- うしおととら（間崎賢一）
- おそ松さん（2015年 - 2025年、松野カラ松 / 捨松 / カラ子 / カラ馬 / カラ彦 / F6カラ松 / カラ青龍 / サマー仮面、中村悠一） - 4シリーズ + 特別編
- 終わりのセラフ（一瀬グレン）
- キュートランスフォーマー 帰ってきたコンボイの謎（ランボル、サンストリーカー）
- 食戟のソーマ（2015年 - 2020年、四宮小次郎） - 5シリーズ
- 新妹魔王の契約者（東城刃更） - 2シリーズ
- 聖剣使いの禁呪詠唱（石動迅）
- 蒼穹のファフナー EXODUS（ダスティン・モーガン）
- 忍たま乱太郎（2015年 - 2019年、押都長烈）
- ハイスクールD×D シリーズ（2015年 - 2018年、サイラオーグ・バアル） - 2シリーズ
- ミス・モノクローム -The Animation- 2（電池くん）
- ミニはま（レシオ）
- ワンパンマン（2015年 - 2019年、無免ライダー） - 2シリーズ

2016年
- Re:ゼロから始める異世界生活（2016年 - 2025年、ラインハルト） - 5シリーズ / 2020年に第1期新編集版が放送
- あはれ!名作くん（エラ・ソーヤー、二っ休さん）
- 甘々と稲妻（犬塚公平）
- うどんの国の金色毛鞠（俵宗太、ペギョラ）
- おしえて! ギャル子ちゃん（アベセン）
- 機動戦士ガンダムUC RE:0096（ナイジェル・ギャレット）
- 双星の陰陽師（2016年 - 2017年、水度坂勘久郎）
- DAYS（保科拓己）
- ディバインゲート（アーサー）
- Dimension W（ルーザー / ジュリアン・タイラー）
- ドリフターズ（島津豊久）
- 91Days（ロナルド）
- パズドラクロス（2016年 - 2018年、キング、ヴァイグ）
- 響け!ユーフォニアム（2016年 - 2024年、橋本真博） - 2シリーズ
- ベルセルク（2016年 - 2017年、シラット） - 2シリーズ
- 魔法つかいプリキュア!（クシィ）
- Lostorage incited WIXOSS（2016年 - 2018年、里見紅） - 2シリーズ
- WWW.WORKING!!（東田大輔）
- 私がモテてどうすんだ（六見一馬）

2017年
- 3月のライオン（2017年 - 2018年、辻井武史） - 2シリーズ
- 小林さんちのメイドラゴン（2017年 - 2021年、滝谷真） - 2シリーズ
- 風夏（ニコ）
- デジモンユニバース アプリモンスターズ（カリスモン）
- 弱虫ペダル シリーズ（2017年 - 2023年、古賀公貴） - 3シリーズ
- 兄に付ける薬はない!-快把我哥帯走-（2017年 - 2020年、時分） - 4シリーズ
- 有頂天家族2（夷川呉一郎）
- エロマンガ先生（正宗の父、司波達也、高坂京介）
- アトム ザ・ビギニング（天馬午太郎）
- 妖怪アパートの幽雅な日常（長谷泉貴）
- DIVE!!（沖津飛沫）
- ナイツ&マジック（オラシオ・コジャーソ）
- ネト充のススメ（カンベ）
- クラシカロイド（葵理栖斗）

2018年
- みっちりねこ（カラフル）
- ラーメン大好き小泉さん（大澤修）
- グランクレスト戦記（アーヴィン）
- 博多豚骨ラーメンズ（猿渡俊助）
- 覇穹 封神演義（楊戩）
- キリングバイツ（中西大河〈ティガ〉）
- ポプテピピック（ポプ子〈第5話Bパート / 再放送・リミックス版第9話Bパート〉、レジスタンスリーダー） - 2シリーズ
- 多田くんは恋をしない（多田光良）
- イナズマイレブン アレスの天秤（2018年 - 2019年、趙金雲 / クマゾウ / チョウ・キントウン、武方友、源田幸次郎、御堂院宗忠、影野仁、マーク・クルーガー） - 2シリーズ
- 鹿楓堂よついろ日和（ときたか / 永江ときたか）
- 重神機パンドーラ（ジーク）
- 銀河英雄伝説 Die Neue These 邂逅（オスカー・フォン・ロイエンタール）
- ピアノの森（2018年 - 2019年、パン・ウェイ） - 2シリーズ
- ハイスコアガール（2018年 - 2019年、沼田先生） - 2シリーズ
- はたらく細胞（2018年 - 2021年、記憶細胞） - 2シリーズ
- 深夜!天才バカボン（梅干し仮面）
- 働くお兄さん!の2!（シラ熊先輩）
- BAKUMATSU（2018年 - 2019年、高杉晋作） - 2シリーズ
- ジョジョの奇妙な冒険 黄金の風（2018年 - 2019年、ブローノ・ブチャラティ、ブローノ・ブチャラティ〈ヴィネガー・ドッピオ〉）
- ゴブリンスレイヤー（2018年 - 2023年、鉱人道士） - 2シリーズ
- ゴールデンカムイ（2018年 - 2020年、若き土方歳三） - 2シリーズ
- 叛逆性ミリオンアーサー（2018年 - 2019年、流浪アーサー） - 2シリーズ
- 学園BASARA（島左近）

2019年
- フルーツバスケット（2019年 - 2021年、草摩紫呉） - 3シリーズ
- 消滅都市（アキラ）
- どろろ（三郎太）
- 異世界かるてっと（2019年 - 2020年、ラインハルト） - 2シリーズ
- かつて神だった獣たちへ（ケイン / ヴァンパイア）
- Dr.STONE（2019年 - 2025年、獅子王司） - 5シリーズ
- 猫のニャッホ（ホームズ）
- ダンベル何キロ持てる?（ジェイソン・スゲエサム）
- 名探偵コナン（宮野厚司）
- バビロン（2019年 - 2020年、正崎善）
- 歌舞伎町シャーロック（2019年 - 2020年、ジョン・H・ワトソン）
- 真・中華一番!（2019年 - 2021年、シェル） - 2シリーズ
- PSYCHO-PASS サイコパス 3（炯・ミハイル・イグナトフ）
- けだまのゴンじろー（ミスター・ヅラー）
- ポケットモンスター（2019年 - 2022年、サクラギ博士、ゴウのベトベター、キバナのジュラルドン、ヒカリのマンムー、ゴウのゴローン 他）

2020年
- 推しが武道館いってくれたら死ぬ（吉川）
- 僕のヒーローアカデミア（2020年 - 2024年、ホークス） - 4シリーズ
- 文豪とアルケミスト 〜審判ノ歯車〜（太宰治）
- ねこねこ日本史（張政、家臣A、緒方洪庵）
- LISTENERS リスナーズ（トミー・ウォーカー）
- 呪術廻戦（2020年 - 2023年、五条悟） - 2シリーズ
- 戦翼のシグルドリーヴァ（ロン毛）
- 無能なナナ（小野寺キョウヤ）

2021年
- BORUTO-ボルト- NARUTO NEXT GENERATIONS（果心居士）
- ぼのぼの（でっぷさん、テン助さん）
- 魔法科高校の優等生（司波達也）
- うらみちお兄さん（熊谷みつ夫）
- 出会って5秒でバトル（熊切真）
- SHAMAN KING（2021年 - 2022年、マルコ）
- キミとフィットボクシング（エヴァン）
- 見える子ちゃん（遠野善）
- かぎなど（2021年 - 2022年、岡崎朋也） - 2シリーズ
- メガトン級ムサシ（2021年 - 2023年、ヴィクト・イーガー） - 2シリーズ

2022年
- 東京24区（筑紫渉）
- トライブナイン（上野弥次郎兵衛）
- 群青のファンファーレ（林田一馬）
- RWBY 氷雪帝国（アダム・トーラス）
- 東京ミュウミュウ にゅ〜♡（2022年 - 2023年、白金稜、シフォン） - 2シリーズ
- カードファイト!! ヴァンガード will+Dress（2022年 - 2023年、霧島モンド） - 2シリーズ
- もっと!まじめにふまじめ かいけつゾロリ（レッド）
- SPY×FAMILY（〈東雲〉）

2023年
- ツンデレ悪役令嬢リーゼロッテと実況の遠藤くんと解説の小林さん（ジークヴァルト・フィッツェンハーゲン）
- The Legend of Heroes 閃の軌跡 Northern War（マーティン・S・ロビンソン）
- 英雄王、武を極めるため転生す 〜そして、世界最強の見習い騎士♀〜（レオン・オルファー）
- ブルーロック（2023年 - 2024年、士道龍聖） - 2シリーズ
- 勇者が死んだ!（カイル・オズメント）
- カワイスギクライシス（アマト・ロイ）
- THE MARGINAL SERVICE（ロビン・ティンバート）
- おとなりに銀河（ラジオパーソナリティ）
- Lv1魔王とワンルーム勇者（マックス）
- 贄姫と獣の王（フェンリル）
- め組の大吾 救国のオレンジ（2023年 - 2024年、纏定家）
- アンデッドアンラック（2023年 - 2024年、アンディ、ヴィクトル）
- ひきこまり吸血姫の悶々（アマツ・カクメイ）
- キャプテン翼シーズン2 ジュニアユース編（2023年 - 2024年、神田幸志）
- MFゴースト（2023年 - 2024年、ジャクソン・テイラー） - 2シリーズ
- 葬送のフリーレン（2023年 - 2024年、ザイン）
- るろうに剣心 -明治剣客浪漫譚- (2023)（2023年 - 2025年、比古清十郎） - 2シリーズ

2024年
- 明治撃剣-1874-（折笠静馬）
- 休日のわるものさん（トリガー）
- 貼りまわれ!こいぬ（おおかみ、GOOD DOG 兄） - 2シリーズ
- 戦隊大失格（2024年 - 2025年、レッドキーパー） - 2シリーズ
- 喧嘩独学（扇達也）
- WIND BREAKER（2024年 - 2025年、梅宮一） - 2シリーズ
- 終末トレインどこへいく?（渾沌）
- うる星やつら (2022)（ルパ）
- 逃げ上手の若君（諏訪頼重）
- キン肉マン 完璧超人始祖編（キン肉マンスーパー・フェニックス）
- メカウデ（フィスト）
- チ。-地球の運動について-（2024年 - 2025年、バデーニ）
- 転生貴族、鑑定スキルで成り上がる（クラマント・メイトロー三世）

2025年
- わんだふるぷりきゅあ!（兎山大福）
- ババンババンバンバンパイア（森長可）
- LAZARUS ラザロ（ジル）
- 一瞬で治療していたのに役立たずと追放された天才治癒師、闇ヒーラーとして楽しく生きる（師匠）
- クレバテス-魔獣の王と赤子と屍の勇者-（クレバテス）
- TO BE HERO X（黙殺）
- 出禁のモグラ（百暗桃弓木）
- Let’s Play クエストだらけのマイライフ（チャールズ・ジョーンズ）
- グノーシア（シピ）

### 劇場アニメ
2005年
- 劇場版ツバサ・クロニクル 鳥カゴの国の姫君

2006年
- ゲド戦記
- 立喰師列伝

2008年
- 空の境界 第三章 痛覚残留（康平）

2009年
- 劇場版 マクロスF（2009年 - 2011年、早乙女アルト） - 2部作

2010年
- 劇場版イナズマイレブン 最強軍団オーガ襲来（影野仁）
- 劇場版 機動戦士ガンダム00 -A wakening of the Trailblazer-（グラハム・エーカー）
- ブレイク ブレイド（ホズル〈クリシュナ9世〉）

2011年
- 劇場版 NARUTO -ナルト- ブラッド・プリズン（無垢〈サトリ〉）

2012年
- 劇場版イナズマイレブンGO vs ダンボール戦機W（宇崎拓也）
- 劇場版 FAIRY TAIL 鳳凰の巫女（グレイ・フルバスター）
- 劇場版 BLOOD-C The Last Dark（松尾伊織）

2013年
- ベルセルク 黄金時代篇III 降臨（シラット）
- クレヨンしんちゃん バカうまっ!B級グルメサバイバル!!（グルメッポーイ）
- デス・ビリヤード（男）

2014年
- 劇場版 K MISSING KINGS（鎌本力夫）
- 劇場版 世界一初恋 〜横澤隆史の場合〜（羽鳥芳雪）
- 劇場版 TIGER & BUNNY -The Rising-（ライアン・ゴールドスミス / ゴールデンライアン）
- 新劇場版 頭文字D（2014年 - 2016年、高橋啓介） - 3部作

2015年
- Fw:ハマトラ / 劇場版 ミニはま（レシオ）

2016年
- ラストエグザイル-銀翼のファム- Over The Wishes（ソルーシュ）
- KINGSGLAIVE FINAL FANTASY XV（レイヴス・ノックス・フルーレ）

2017年
- 虐殺器官（クラヴィス・シェパード）
- 劇場版 FAIRY TAIL -DRAGON CRY-（グレイ・フルバスター）
- 劇場版 魔法科高校の劣等生 星を呼ぶ少女（司波達也）
- 劇場版 響け！ ユーフォニアム シリーズ（2017年 - 2019年、橋本真博） - 3作品
- 曇天に笑う〈外伝〉 〜決別、犲の誓い〜（曇天火）

2019年
- えいがのおそ松さん（松野カラ松）
- 僕のヒーローアカデミア THE MOVIE ヒーローズ:ライジング（ホークス）

2020年
- 世界一初恋 〜プロポーズ編〜（羽鳥芳雪）
- PSYCHO-PASS サイコパス 3 FIRST INSPECTOR（炯・ミハイル・イグナトフ）

2021年
- ジャーニー 太古アラビア半島での奇跡と戦いの物語（ニザール）
- 劇場版 七つの大罪 光に呪われし者たち（ダリア）
- 僕のヒーローアカデミア THE MOVIE ワールド ヒーローズ ミッション（ホークス）
- 劇場短編マクロスF 〜時の迷宮〜（早乙女アルト）
- 劇場版 呪術廻戦 0（五条悟）

2022年
- おそ松さん〜ヒピポ族と輝く果実〜（松野カラ松）

2023年
- 劇場版 PSYCHO-PASS サイコパス PROVIDENCE（炯・ミハイル・イグナトフ）
- おそ松さん〜魂のたこ焼きパーティーと伝説のお泊り会〜（松野カラ松）
- 北極百貨店のコンシェルジュさん（トキワ）
- 駒田蒸留所へようこそ（駒田圭）

2024年
- 機動戦士ガンダムSEED FREEDOM（シュラ・サーペンタイン）
- 劇場版ハイキュー!! ゴミ捨て場の決戦（黒尾鉄朗）
- 僕のヒーローアカデミア THE MOVIE ユアネクスト（ホークス）
- わんだふるぷりきゅあ!ざ・むーびー! ドキドキ♡ゲームの世界で大冒険!（兎山大福）
- 劇場版 忍たま乱太郎 ドクタケ忍者隊最強の軍師（押都長烈）
- 映画 イナズマイレブン総集編 伝説のキックオフ（影野仁）
- 劇場版 イナズマイレブン 新たなる英雄たちの序章（品乃雅士）

2025年
- 小林さんちのメイドラゴン さみしがりやの竜（滝谷真）
- 劇場版 鬼滅の刃 無限城編 第一章 猗窩座再来（慶蔵）

### OVA
2001年
- D+VINE［LUV］（ギュラン） - デビュー作

2003年
- IZUMO（サトリ）
- こみっくパーティー Revolution Vol.1

2006年
- BALDR FORCE EXE RESOLUTION

2007年
- sola（テレビ未放映分）（店員A）
- テイルズ オブ シンフォニア THE ANIMATION シルヴァラント編（クトゥグハ、ハスタール、男、祭司）
- 天保異聞 妖奇士 奇士神曲（堤山）
- 東京マーブルチョコレート（山田）

2008年
- CLANNAD（2008年 - 2009年、岡崎朋也） - 2シリーズ
- 釣りバカ瑛花さん スカイガールズダイナマイトフィッシング（釣り人達）

2009年
- きグルみっく☆V3 -ベストエピソードコレクション-（部下A、一般人A、先生）
- 獄・さよなら絶望先生（ネガティ部員B）
- 少女ファイト（式島滋）
- ときめきメモリアル4 ORIGINAL ANIMATION -始まりのファインダー-（七河正志）

2010年
- 機動戦士ガンダムUC（ナイジェル・ギャレット）
- 絶対可憐チルドレン 〜愛多憎生!奪われた未来?〜（皆本光一）

2011年
- 怪物王女（キザイア） - コミックス第14・16巻限定版
- 世界一初恋 〜羽鳥芳雪の場合〜（羽鳥芳雪） - コミックス第6巻DVD付き限定版
- 戦場のヴァルキュリア3 誰がための銃瘡（クルト・アーヴィング）
- FAIRY TAIL（2011年 - 2013年、グレイ・フルバスター） - コミックス第26・27・31・35・38巻限定版
- ブラック・ジャック FINAL（高尾）
- Fate/Prototype（アーチャー）

2012年
- コープスパーティー Missing Footage（岸沼良樹）数量限定版特典および応募者全員サービスのDVDに収録
- 輪廻のラグランジェ（ヴィラジュリオ） - 2シリーズ

2013年
- コープスパーティー Tortured Souls -暴虐された魂の呪叫-（岸沼良樹）ODS先行上映
- 翠星のガルガンティア（リトナー） - Blu-ray BOX 1収録OVA
- となりの怪物くん（優山） - コミックス第12巻DVD付き特装版

2014年
- 侵略!イカ娘（嵐山悟郎） - コミックス第17巻OVA付き限定版
- ふたりエッチ（第3期）（小野田真）
- 私がモテないのはどう考えてもお前らが悪い!（黒木智貴） - コミックス第7巻DVD付き初回限定特装版

2015年
- ハイキュー!!（2015年 - 2020年、黒尾鉄朗） - コミックス第15巻アニメDVD付き予約限定版、OVA『陸 VS 空』

2016年
- ドリフターズ（島津豊久） - コミックス第5巻特装版

2017年
- 小林さんちのメイドラゴン（滝谷真） - TV未放送エピソード第14話
- Lostorage conflated WIXOSS -missing link-（里見紅） - カードセット同梱

2018年
- イナズマイレブン Reloaded（影野仁）

2019年
- 銀河英雄伝説 Die Neue These（2019年 - 2022年、オスカー・フォン・ロイエンタール） - 2シリーズ

2020年
- ゴブリンスレイヤー -GOBLIN'S CROWN-（鉱人道士）

2022年
- 小林さんちのメイドラゴンS（滝谷真） - 番外編
- フルーツバスケット -prelude-（草摩紫呉）

### Webアニメ
2000年代
- リーンの翼（2005年）

2010年代
- Starry☆Sky（2010年、不知火一樹）
- 俺の妹がこんなに可愛いわけがない（2011年 - 2013年、高坂京介） - 2シリーズ
- WORKING!!（2011年、東田大輔）
- Go!Go!家電男子（2013年、DENKI☆ケトラー）
- 機動戦士ガンダム サンダーボルト（2015年、イオ・フレミング）
- 超機動街区 KASHIWA-NO-HA（2015年、タカシ）
- イナズマイレブン アウターコード（2017年、源田幸次郎）
- 弱酸性ミリオンアーサー（2016年、流浪アーサー）
- ガンダムビルドファイターズ GMの逆襲（2017年、リカルド・フェリーニ）
- ニンジャボックス（2019年、メガホン）

2020年代
- ミニドラ（2021年、滝谷真）
- スター・ウォーズ: ビジョンズ
  - The Elder（2021年、ダン）

- ガンダムブレイカー バトローグ（2021年、ミスター・ブシドー）
- ポケットモンスター 神とよばれし アルセウス（2022年、マンムー）
- TIGER & BUNNY 2（2022年、ライアン・ゴールドスミス / ゴールデンライアン）
- ぷち！東京ミュウミュウ にゅ〜♡（2022年 - 2023年、白金稜）
- 兄に付ける薬はない!-快把我哥帯走-（第5期）（2022年、時分）
- 終末のワルキューレII（2023年、釈迦）
- スコット・ピルグリム テイクス・オフ（2023年)
- 君に届け 3RD SEASON（2024年、真田龍）
- 恋するワンピース（2025年、中津川嘘風〈ウソップ〉）
- BULLET/BULLET（2025年、バッティングセンター斎藤）

### ゲーム
2002年
- SANKYO公式パチンコシミュレーション フィーバー6（平出充）

2003年
- GetBackers-奪還屋- 〜奪還だヨ!全員集合!!〜
- サモンナイト3（フレイズ）
- DEAR BOYS -FastBreak!-（長瀬悟）
- 遊☆戯☆王デュエルモンスターズ8 破滅の大邪神（ダイナソー竜崎）

2004年
- 金色のガッシュベル!! 激闘!最強の魔物達（ツァオロン）
- スカッとゴルフ パンヤ（マックス）
- -流寓街夢- ガラスの中の翼（ビルト）

2005年
- GENJI 神威奏乱
- ティンクルスター スプライツ 〜La Petite Princesse〜（ヴィエル＝ア＝ルゥ、シエル＝ア＝ルゥ）
- 咎狗の血（トモユキ、ディー）
- Nursery Rhyme -ナーサリィ☆ライム-（東村山籐吉郎、ラエル・ブラント）
- FRONT MISSION5 Scars of the War

2006年
- エウレカセブン NEW VISION
- GALAXY ANGEL II 絶対領域の扉（ヒビキ・タクマ）
- ヴァルキリープロファイル2 シルメリア（ルーファス）
- ひめひび -Princess Days-（小泉顕）
- Lamento -BEYOND THE VOID-（ウル）
- -流寓街夢- 君に至るコトノハ（ビルト）

2007年
- おおきく振りかぶって ホントのエースになれるかも（阿部隆也）
- GALAXY ANGEL II 無限回廊の鍵（ヒビキ・タクマ（オペレーターA）、海賊）
- スーパーロボット大戦OG ORIGINAL GENERATIONS（LB兵、エリート兵）
- スーパーロボット大戦OG外伝（LB兵、エリート兵）
- Halo 3

2008年
- アヴァロンコード（レクス、ゲオルグ）
- 機動戦士ガンダム00（グラハム・エーカー） - 2作品
- 君に降る恋物語（前園大輝）
- しゅごキャラ! 3つのたまごと恋するジョーカー（月詠イクト〈幾斗〉）
- しゅごキャラ! あむのにじいろキャラチェンジ（月詠イクト〈幾斗〉）
- ストリートファイターIV（フェイロン）※コンシューマ版
- 絶対可憐チルドレンDS 第4のチルドレン（皆本光一）
- 咎狗の血 True Blood（トモユキ、ディー）
- ネオ アンジェリーク Special（ジェット）
- ひめひび -Princess Days- ぽーたぶる（小泉顕）
- ふしぎ遊戯 朱雀異聞（氐宿）
- ブレイザードライブ（シロウ）
- BLAZBLUE（ハザマ）
- マクロスエースフロンティア（早乙女アルト）
- 無限のフロンティア スーパーロボット大戦OGサーガ
- ラブ☆レシピ〜恋のエッセンス〜（五十嵐誠司）
- LUX-PAIN（御堂アキラ）

2009年
- アークライズファンタジア（ラルク・ブライト・ラグーン）
- イナズマイレブン シリーズ（2009年 - 2010年、財前宗助、マーク） - 2作品
- SDガンダム GGENERATION（2009年 - 2025年、イオ・フレミング、ナイジェル・ギャレット、グラハム・エーカー / ミスター・ブシドー、ビリー・ブレイズ〈WORLD - 〉、マイキャラクターボイス男性〈OVER WORLD・GENESIS〉） - 7作品
- GALAXY ANGEL II 永劫回帰の刻（ヒビキ・タクマ）
- グランディア オンライン（ラルガ族〈男〉）
- しゅごキャラ! ノリノリ!キャラなりズム♪（月詠イクト〈幾斗〉）
- セキレイ 〜未来からのおくりもの〜（甲屋怜治）
- Dear Girl〜Stories〜 響 響特訓大作戦!（リョウ〈水嶋遼〉）
- デモンブライド（橘蒼矢、アスモデウス）
- ときめきメモリアル4（七河正志）
- 智代アフター 〜It's a Wonderful Life〜CS Edition（PSP,Xbox 360版）（岡崎朋也）
- 智代アフター 〜It's a Wonderful Life〜 メモリアルエディション（岡崎朋也）
- 鋼の錬金術師 FULLMETAL ALCHEMIST（2009年 - 2010年、グリード） - 4作品
- バトルスピリッツ 輝石の覇者（ネオワン）
- ひぐらしのなく頃に絆 第三巻・螺（塚田理）
- ひめひび -New Princess Days!!- 続!二学期（小泉顕）
- ファイナルファンタジーXIII（シド・レインズ）
- Bloody Call（黎明）
- BLAZBLUE CONTINUUM SHIFT（ハザマ）
- マクロスアルティメットフロンティア（早乙女アルト）
- ラブマジ（双薇冬也）
- ルミナスアーク3 アイズ（ディーノ）

2010年
- Another Century's Episode:R（早乙女アルト）
- アーメン・ノワール（クリムソン）
- うたの☆プリンスさまっ♪（2010年 - 2013年、月宮林檎） - 4作品
- エストポリス（マキシム）
- ガンダム無双3（グラハム・エーカー / ミスター・ブシドー）
- 機動戦士ガンダム エクストリームバーサス（2010年 - 2017年、ミスター・ブシドー / グラハム・エーカー、イオ・フレミング） - 4作品
- 君とナイショの…今日から彼氏（咲坂皐）
- コープスパーティー ブラッドカバー リピーティッドフィアー（岸沼良樹）
- スーパーストリートファイターIV（フェイロン）
- 好きです鈴木くん!! 4人の鈴木くん（鈴木大翔）
- TAKUYO Mix Box 〜ファーストアニバーサリー〜（小泉顕）
- 堕天使の甘い誘惑×快感フレーズ（智之）
- デュラララ!! 3way standoff（門田京平）
- 東京鬼祓師 鴉乃杜學園奇譚（香ノ巣絢人）
- ひめひび -New Princess Days!!- 続!二学期 ぽーたぶる（小泉顕）
- ファイナルファンタジーXIV（ヒューラン・タイプ2）
- FAIRY TAIL 激闘!魔導士決戦（グレイ・フルバスター）
- FAIRY TAIL PORTABLE GUILD（グレイ・フルバスター）
- BLAZBLUE ポータブル（ハザマ）
- BLAZBLUE CONTINUUM SHIFT II（ハザマ）
- マクロストライアルフロンティア（早乙女アルト）
- 魔法使いとご主人様 New Ground〜Wizard and the master〜（ロイド＝ダークネスト）
- 雅恋 〜MIYAKO〜（安倍晴明）
- 無限のフロンティアEXCEED スーパーロボット大戦OGサーガ（リグ・ザ・ガード、ピート・ペイン）
- Last Escort -Club Katze-（レイ）
- ラストランカー（ファズ）
- ラブルートゼロ KissKiss☆ラビリンス（早川大祐）
- 恋愛番長 命短し、恋せよ乙女! Love is Power（ツンデレ番長）

2011年
- アルカナ・ファミリア -La storia della Arcana Famiglia-（ルカ）
- いつか天魔の黒ウサギ Portable（紅月光）
- 頭文字D ARCADE STAGE 6 AA（北条凛〈死神〉）
- イナズマイレブン ストライカーズ（2011年 - 2012年、影野仁、源田幸次郎、ディオ、ガニメデ、瀬方隆一郎、マーク・クルーガー、ヘビーモス、イッカス、モクレン） - 3作品
- Original story from FAIRY TAIL 激突!カルディア大聖堂（グレイ・フルバスター）
- 俺の妹がこんなに可愛いわけがない ポータブル（高坂京介）
- 海賊戦隊ゴーカイジャー あつめて変身!35戦隊!（デラツエイガー）
- ガンダム メモリーズ 〜戦いの記憶〜（グラハム・エーカー / ミスター・ブシドー）
- 機動戦士ガンダム オンライン（男性パイロット1）
- きらめき!熱血☆ラ部（桐生玲一）
- グレイスドア -秘密の恋執事-（月村桂樹）
- コープスパーティー Book of Shadows（岸沼良樹）
- 真かまいたちの夜 11人目の訪問者（坂巻快人）
- Starry☆Sky 〜in Winter〜（不知火一樹）
- セブンスドラゴン2020
- 戦場のヴァルキュリア3（クルト・アーヴィング）
- 第2次スーパーロボット大戦Z（2011年 - 2012年、グラハム・エーカー / ミスターブシドー、早乙女アルト） - 2作品
- ダンボール戦機（宇崎拓也、財前宗助）
- つくものがたり（伊東博嗣）
- デュラララ!! 3way standoff -alley-（門田京平）
- ファイナルファンタジー零式（トレイ）
- FAIRY TAIL PORTABLE GUILD 2（グレイ）
- BLAZBLUE CONTINUUM SHIFT ENTEND（ハザマ）
- マクロストライアングルフロンティア（早乙女アルト）
- 雅恋 〜MIYAKO〜 月詠の夢（安倍晴明）

2012年
- アーメン・ノワール portable（クリムソン）
- アルカナ・ファミリア -幽霊船の魔術師-（ルカ）
- アルカナ・ファミリア -フェスタ・レガーロ!-（ルカ）
- unENDing Bloody Call（黎明）
- unENDing Bloody Call（黎明）
- アンチェインブレイズ エクシヴ（レイスレッド）
- 俺の妹がこんなに可愛いわけがない ポータブルが続くわけがない（高坂京介）
- カースド クルセイド（デンズ・ドゥ・ベール）
- キミカレ〜新学期〜（咲坂皐）
- ケイオスリングスII（ダウィン）
- コープスパーティー -THE ANTHOLOGY- サチコの恋愛遊戯♥Hysteric Birthday 2U（岸沼良樹）
- 新・剣と魔法と学園モノ。刻の学園（ロイ）
- スーパー戦隊バトル ダイスオーDX（スタッグバスター）
- スーパーロボット大戦OGサーガ 魔装機神 THE LORD OF ELEMENTAL（ファング・ザン・ビシアス）
- スーパーロボット大戦OGサーガ 魔装機神II REVELATION OF EVIL GOD（ファング・ザン・ビシアス）
- Starry☆Sky 〜After Winter〜（不知火一樹）
- 戦国大戦（風魔小太郎、小早川隆景、毛利元就、島津歳久 他）
- 第2次スーパーロボット大戦OG（ジョシュア・ラドクリフ）
- 特命戦隊ゴーバスターズ（ビート・J・スタッグ / スタッグバスター）
- とびたて!超時空トラぶる花札大作戦（アーチャー）
- バイオハザード オペレーション・ラクーンシティ（ベクター）
- FAIRY TAIL ゼレフ覚醒（グレイ・フルバスター）
- BLAZBLUE CHRONOPHANTASMA（ハザマ）
- PROJECT X ZONE（クルト・アーヴィング）
- 真剣で私に恋しなさい!!R（九鬼英雄）
- 雅恋 〜MIYAKO〜 あわゆきのうたげ（安倍晴明）
- 嫁コレ（葉月亮介、グレイ・フルバスター、ホズル〈クリシュナ9世〉、ガイウス・ユリウス・カエサル、レシオ）

2013年
- アルカナ・ファミリア2（ルカ）
- Unlight（グリュンワルド）
- エクステトラ（リョウマ〈成沢諒真〉）
- 俺の妹がこんなに可愛いわけがない。HappyenD（高坂京介）
- 銀魂のすごろく（坂田金時）
- 月英学園 -kou-（御月大河）
- ジョジョの奇妙な冒険 オールスターバトル（ナルシソ・アナスイ）※DLC追加キャラクター
- スーパーロボット大戦OG INFINITE BATTLE（ジョシュア・ラドクリフ）
- スーパーロボット大戦OGサーガ 魔装機神III PRIDE OF JUSTICE（ファング・ザン・ビシアス）
- スーパーロボット大戦Operation Extend（ミスター・ブシドー、早乙女アルト）
- スーパーロボット大戦UX（森次玲二、グラハム・エーカー、早乙女アルト）
- セブンスドラゴン2020-II
- ダンボール戦機ウォーズ（風陣カイト）
- 百年戦記 ユーロ・ヒストリア（エドワード黒太子）
- ファイナルファンタジーXIV：新生エオルゼア（サンクレッド・ウォータース）
- BLAZBLUE CHRONOPHANTASMA（ユウキ＝テルミ）
- MIND≒0（朝比奈獅子）
- マクロス30 銀河を繋ぐ歌声（早乙女アルト）
- メタルギア ライジング リベンジェンス（ケヴィン）
- ライトニング リターンズ ファイナルファンタジーXIII（シド・レインズ）

2014年
- ウルトラストリートファイターIV（フェイロン）
- 狼カレシと内緒のスキャンダル（寺島礼志）
- キラカレ〜キラめくカレと恋する学園（美月原ゼン）
- 学園K -Wonderful School Days-（鎌本力夫）
- GUNS N' SOULS（ジギー）
- コープスパーティー BLOOD DRIVE（岸沼良樹）
- Thief（ギャレット）
- シャイニング・レゾナンス（レスティ・セラ・アルマ）
- スーパーヒーロージェネレーション（アヘッド・サキガケ / マスラオ / スサノオ）
- スーパーロボット大戦OGサーガ 魔装機神F COFFIN OF THE END（ファング・ザン・ビシアス）
- Z/X IGNITION 五世界の輪舞（黒崎神門）
- 戦国BASARA4（島左近）
- 戦場の円舞曲（ヴィルヘルム）
- 第3次スーパーロボット大戦Z 時獄篇（グラハム・エーカー、早乙女アルト、トワノ・ミカゲ）
- デュラララ!! 3way standoff -alley- V（門田京平）
- 電撃文庫 FIGHTING CLIMAX（司波達也）
- ノブナガ・ザ・フール 戦乱のレガリア（ガイウス・ユリウス・カエサル）
- ハイキュー!! 繋げ!頂の景色!!（黒尾鉄朗）
- はじめの一歩 THE FIGHTING!（今井京介）
- ハマトラ Look at Smoking World（レシオ）
- マギ 新たなる世界（練紅炎）※ダウンロードコンテンツで登場
- 魔法科高校の劣等生 Out of Order（司波達也）
- 魔法科高校の劣等生 LOST ZERO（司波達也）

2015年
- アルカナ・ファミリア -La storia della Arcana Famiglia- Ancora（ルカ）
- イグジストアーカイヴ -The Other Side of the Sky-（冥寺僂人）
- 終わりのセラフ（一瀬グレン） - 2作品
- 学園K -Wonderful School Days- V Edition（鎌本力夫）
- グラナド・エスパダ（ヴァン）
- グランブルーファンタジー（2015年 - 2023年、ロミオ / 神王モンタギュー / コンデル、ツバサ、五条悟）
- 限界凸起 モエロクリスタル（ブラックオットニアス）
- 幻影異聞録♯FE（バリィ・グッドマン）
- コープスパーティー ブラッドカバー リピーティッドフィアー 3DS版（岸沼良樹）
- 食戟のソーマ 友情と絆の一皿（四宮小次郎）
- ジョジョの奇妙な冒険 アイズオブヘブン（ナルシソ・アナスイ）
- 白猫プロジェクト（ゲオルグ・ランディル）
- スーパーロボット大戦BX（グラハム・エーカー、早乙女アルト）
- ゼノブレイドクロス（グイン）
- セブンスドラゴンIII code:VFD（ユウマ、キャラクターメイク）
- 戦国BASARA4 皇（島左近）
- 大逆転裁判 -成歩堂龍ノ介の冒險-（亜双義一真）
- 第3次スーパーロボット大戦Z 天獄篇（グラハム・エーカー、ナイジェル・ギャレット、早乙女アルト、トワノ・ミカゲ）
- デュラララ!! Relay（門田京平）
- 電撃文庫 FIGHTING CLIMAX IGNITION（司波達也）
- ドラゴンズドグマ オンライン（男性メインポーン）※追加DLC
- NORN9 LAST ERA（西所弥広）
- ヴァリアントナイツ（シリウス＝ラインハイト）
- ひぐらしのなく頃に粋（塚田理）
- ファイアーエムブレムif（リョウマ）
- Fate/Grand Order（2015年 - 2023年、ダビデ、煉獄）
- LORD of VERMILION ARENA（エルドリック）
- ワールドトリガー ボーダレスミッション（迅悠一）
- Wonderland Wars（美猴、大聖）

2016年
- おそ松さんのへそくりウォーズ 〜ニートの攻防〜（松野カラ松）
- おそ松さん 松まつり!（松野カラ松）
- 一血卍傑-ONLINE-（モモチタンバ）
- イノセントベイン（リュウ、ヴィシャス）
- ウルトラマン フュージョンファイト!（ウルトラマンエックス）
- オズクロノクロニクル（ハジス）
- クイズRPG 魔法使いと黒猫のウィズ（早乙女アルト）
- Shadowverse（2016年 - 2020年、セルウィンの号令、ファントムデュオ・バニー&バロン）
- 白猫テニス（ゲオルグ・ランディル）
- スーパーロボット大戦OG ムーン・デュエラーズ（ジョシュア・ラドクリフ）
- スターオーシャン5 Integrity and Faithlessness（ヴィクトル・オークヴィル）
- スターオーシャン:アナムネシス（ヴィクトル・オークヴィル、ルーファス、ユーイチ・オークヴィル）
- 戦国BASARA 真田幸村伝（島左近）
- チェインクロニクル（2016年 - 2020年、クルト、アマツ、司波達也）
- ディバインゲート（アーサー）
- テイルズ オブ リンク（ゼファー）
- ハイキュー!! Cross team match!（黒尾哲朗）
- VALKYRIE ANATOMIA -THE ORIGIN-（ルーファス）
- ファイナルファンタジーXV（レイヴス・ノックス・フルーレ）
- ファンタシースターオンライン2（サー・アーデム＝セークリッド）
- ベルセルク無双（シラット）
- マクロスΔスクランブル（早乙女アルト）
- 龍が如く6 命の詩。（ハン・ジュンギ）
- ワールドチェイン（伊達政宗）
- ワールドトリガー スマッシュボーダーズ（迅悠一）
- 文豪とアルケミスト（太宰治）

2017年
- アトム:時空の果て（百鬼丸）
- モンスターストライク（2017年 - 2025年、キリンジ、シド・レインズ、グリード、司波達也、坂田金時、グレイ・フルバスター、迅悠一、五条悟、獅子王司、ライアン / ゴールデンライアン、シュラ・サーペンタイン、ミスター・ブシドー、ブローノ・ブチャラティ）
- アナザーエデン 時空を超える猫（クレルヴォ）
- オルタンシア・サーガ -蒼の騎士団-（スレヴィ）
- ウルトラストリートファイターII -The Final Challengers-（フェイロン）
- おそ松さん THE GAME はちゃめちゃ就職アドバイス -デッド オア ワーク-（カラ松）
- オトメ勇者（ラーカム）
- 陰陽師（白童子）
- ガンダムバーサス（グラハム・エーカー、ナイジェル・ギャレット、イオ・フレミング）
- キャプテン翼 〜たたかえドリームチーム〜（ジェンティーレ）
- クロノスエイジ（自称神様）
- 幻想少女（孫堅）
- 真・女神転生 DEEP STRANGE JOURNEY（ジョージ）
- スーパーロボット大戦V（グラハム・エーカー、ナイジェル・ギャレット）
- ゼノブレイド2（2017年 - 2018年、メツ、ペッコペコ、ホコ）
- 双星の陰陽師（水度坂勘久郎）
- 大逆転裁判2 -成歩堂龍ノ介の覺悟-（亜双義一真）
- デジモンストーリー サイバースルゥース ハッカーズメモリー（御島龍司）
- ネオ アンジェリーク 天使の涙（ジェット）
- 幕末カレシ（高杉晋作）
- ファイアーエムブレム ヒーローズ（2017年 - 2025年、リョウマ、リオン、フォデス）
- ファイアーエムブレム無双（リョウマ）
- ブラックローズサスペクツ（リチャード）
- Re:ゼロから始める異世界生活 -DEATH OR KISS-（ラインハルト・ヴァン・アストレア）
- 歌マクロス スマホDeカルチャー（早乙女アルト）
- スーパーロボット大戦X-Ω（2017年 - 2020年、グラハム・エーカー、森次玲二、早乙女アルト、ジョシュア・ラドクリフ）

2018年
- ORDINAL STRATA -オーディナル ストラータ-（カスト）
- 銀魂乱舞（坂田金時） - DLC追加キャラクター
- 北斗が如く（タルーガ）
- ゴッドイーターレゾナントオプス（キルス）
- ファイナルファンタジー ブレイブエクスヴィアス（ジークハルト）
- トリプルモンスターズ（李）
- ポポロクロイス物語 ナルシアの涙と妖精の笛（ドン）
- 三国BASSA!!（曹操）
- テリアサーガ（ワイズ）
- グランクレスト戦記（アーヴィン）
- セブンナイツ（プラトン）
- 機動戦隊アイアンサーガ（ベカス、英麒）
- 猫のニャッホ 〜ニャ・ミゼラブル〜（ニャーロック・ホームズ）
- ファンタジーライフ オンライン（ファング）
- 白猫テニス（虚の王、ポプ子）
- ゼノブレイド2 黄金の国イーラ（メツ）
- 機動戦士ガンダム エクストリームバーサス2（2018年 - 2025年、ミスター・ブシドー / グラハム・エーカー、イオ・フレミング、リカルド・フェリーニ） - 4作品
- ブラウンダスト（ルシウス）
- ダイダロス: ジ・アウェイクニング・オブ・ゴールデンジャズ（神宮寺三郎）
- Fit Boxing（2018年 - 2024年、エヴァン） - 4作品
- ゲシュタルト・オーディン（獅子王カケル）
- 夢間集（イテン）

2019年
- FAIRY TAIL DiceMagic（グレイ・フルバスター）
- プレカトゥスの天秤（アシュレイ・セシル・ファリントン）
- テイルズ オブ ザ レイズ（ゼファー）
- ジョジョのピタパタポップ（ブローノ・ブチャラティ）
- チョコボの不思議なダンジョン エブリバディ!（シド）
- ラストイデア（仮面の男）
- セブンズストーリー（松野カラ松）
- 誰ガ為のアルケミスト（早乙女アルト）
- ドラゴンクエストXI 過ぎ去りし時を求めて S（キナイ、妖魔軍王ブギー、ぱふぱふ娘〈エドゥリス〉）
- 共闘ことばRPG コトダマン（2019年 - 2024年、オウラクチナワ、早乙女アルト、黒尾鉄朗、グリード、坂田金時、五条悟、迅悠一、ホークス、キリンジ）
- 星鳴エコーズ（明宮蒼一郎）
- ジョジョの奇妙な冒険 ラストサバイバー（ブローノ・ブチャラティ）
- 禍つヴァールハイト（まがつくん）
- AFTERLOST - 消滅都市（アキラ）
- 戦国BASARA バトルパーティー（島左近）

2020年
- アークナイツ（エンカク）
- 龍が如く7 光と闇の行方（ハン・ジュンギ）
- ONE PUNCH MAN A HERO NOBODY KNOWS（無免ライダー）
- 聖剣伝説3 TRIALS of MANA（紅蓮の魔導師）
- 北斗の拳 LEGENDS ReVIVE（シャチ）
- Re:ゼロから始める異世界生活 Lost in Memories（ラインハルト・ヴァン・アストレア）
- ロストアーク（シリアン）
- KAMEN RIDER memory of heroez（仮面ライダーエターナル）
- ONE PUNCH MAN 一撃マジファイト（無免ライダー）
- A.I.M.$ -All you need Is Money-（マーベラス・ホット）

2021年
- スーパーロボット大戦DD（2021年 - 2025年、シュラ・サーペンタイン、グラハム・エーカー / ミスター・ブシドー、山田ライゾウ、カールレウム・ヴァウル）
- ラクガキ キングダム（進藤ミズチ）
- Re:ゼロから始める異世界生活 偽りの王選候補（ラインハルト・ヴァン・アストレア）
- テラクラシック（ブライアン・ノア）
- BLAZBLUE ALTERNATIVE DARKWAR（カズマ＝クヴァル、ハザマ）
- 夢王国と眠れる100人の王子様（レイ）
- 世界革命RPG ロードオブヒーローズ（ヨハン）
- 僕のヒーローアカデミア ULTRA IMPACT（ホークス）
- MARS RED 〜彼ハ誰時ノ詩〜（結城八房）
- 白夜極光（サメヤマ、コンスタン）
- ぷよぷよ!!クエスト（2021年 - 2022年、ラインハルト・ヴァン・アストレア、五条悟）
- ブレイブ フロンティア レゾナ（ワン）
- D_CIDE TRAUMEREI（三浦無弦）
- 妖怪ウォッチ ぷにぷに（2021年 - 2024年、マルコ、ラインハルト）
- スーパーロボット大戦30（オラシオ・コジャーソ、カールレウム・ヴァウル、師父）
- メガトン級ムサシ（ヴィクト・イーガー）
- グランサガ（イングリッド）

2022年
- シン・クロニクル（ギュンター）
- トライアングルストラテジー（ロラン・グリンブルグ）
- 機動戦士ガンダム アーセナルベース（2022年 - 2023年、イオ・フレミング、グラハム・エーカー、リカルド・フェリーニ）
- 魔法科高校の劣等生 リローデッド・メモリ（司波達也）
- ライブアライブ（オルステッド / 魔王オディオ）
- 東方アルカディアレコード（森近霖之助）
- 鋼の錬金術師 MOBILE（グリード）
- ソウルハッカーズ2（鉄仮面）
- SDガンダム バトルアライアンス（イオ・フレミング、グラハム・エーカー）
- ジョジョの奇妙な冒険 オールスターバトルR（ブローノ・ブチャラティ）
- チョコボGP（トレジャーハンター・シド）
- MARVEL SNAP（キャプテン・アメリカ）
- タクティクスオウガ リボーン（カノープス・ウォルフ）
- ドラゴンクエスト トレジャーズ 蒼き瞳と大空の羅針盤（ガイソン、キラーパンサー、サタンジェネラル族、スライム族、キラーパンサー族、キラーマシン族、シャドー族）
- ゴブリンスレイヤー エンドレスハンティング（鉱人道士）
- パズル&ドラゴンズ（2022年 - 2023年、ブローノ・ブチャラティ、グラハム・エーカー）

2023年
- エロイカ
- 機動戦士ガンダム U.C. ENGAGE（イオ・フレミング）
- 龍が如く 維新！ 極（山崎烝）
- ファイナルファンタジーXVI（ディオン・ルサージュ）
- とある魔術の禁書目録 幻想収束（木原加群）
- レスレリアーナのアトリエ 〜忘れられた錬金術と極夜の解放者〜（ジェロン・ディーゼル）
- 呪術廻戦 ファントムパレード（五条悟）

2024年
- 龍が如く8（ハン・ジュンギ）
- 呪術廻戦 戦華双乱（五条悟）
- ゴブリンスレイヤー -ANOTHER ADVENTURER- NIGHTMARE FEAST（鉱人道士）
- マクロス -Shooting Insight-（早乙女アルト）
- ライドカメンズ（藍上レオン）
- ガンダムブレイカー4（マシマ）
- メタファー：リファンタジオ（ルイ）
- Wizardry Variants Daphne
- ドラゴンクエストX 未来への扉とまどろみの少女 オンライン（グランゼニス神）
- ロマンシング サガ2 リベンジオブザセブン（ワグナス）
- エンバーストーリア（ジュード）
- FAIRY TAIL 2（グレイ・フルバスター）

2025年
- Honor of Kings（孔明）
- ゼノブレイドクロス ディフィニティブエディション（グイン）
- 餓狼伝説 City of the Wolves（カイン・R・ハインライン）
- ファンタジーライフi グルグルの竜と時を盗む少女（ファング、ヤーク）
- イナズマイレブン 英雄たちのヴィクトリーロード（品乃雅士）

2026年
- MARVEL TOKON FIGHTING SOULS（キャプテンアメリカ）

### ドラマCD
- アーメン・ノワール ドラマCD（クリムソン）
- 愛玩王子 シリーズ（リウ王子〈リウンカーシュ〉）
  - 愛玩王子〜虹色の欠片〜 ※初回限定特装版付属CD
  - 愛玩王子
  - 愛玩王子〜未来への翼〜 ※初回限定特装版付属CD
- あっくんとカノジョ（窪村匠[593]）
- あまつき〜雨夜之月〜（行李行商人）
- 甘利先生の華麗なセミナー（高根秀作）
- ARIA The ANIMATION
- アルカナ・ファミリア シリーズ（ルカ）
  - アルカナ・ファミリア ドラマCD Vol.1 ピアチェーレ! ラ・プリマベーラ
  - アルカナ・ファミリア ドラマCD Vol.2 インヴィート! ラ・プリマベーラ
  - アルカナ・ファミリア capitolo.1 〜アーレ! ノヴィーツィア! 頑張れ新米幹部〜
  - アルカナ・ファミリア capitolo 2 〜ビバ! マンジォーネ! 万歳! 食いしん坊!!〜
  - アルカナ・ファミリア キャラクターCD 〜Guida REGALO〜 ルカ
- イケベン! 〜池澤くんと愉快な仲間たち〜 1 - 3（瀧口和馬）
- 偉人アイドルプロジェクト歴sing♪ 〜セカンド・シーズン にゃあ!〜（一豊[594]）
- 愛しのショコラティエ「ガルスタ限定チョコっと味見CD」（葵井一吹）※『電撃Girl's Style』2013年9月号付録[595]
- Vassalord. Act.1 白亜のコキュートス（シュルツ）
- WEB版 WORKING!!（東田大輔）※第3巻初回限定特装版付属CD
- うたの☆プリンスさまっ♪ シリーズ（月宮林檎）
  - うたの☆プリンスさまっ♪ ドラマCD vol.1
  - うたの☆プリンスさまっ♪ キャラクタードラマCD 音也&トキヤ
  - うたの☆プリンスさまっ♪ キャラクタードラマCD 真斗&レン
  - うたの☆プリンスさまっ♪ キャラクタードラマCD 那月&翔
- 英国妖異譚4 終わりなきドルイドの誓約（オニール）
- E'S OTHERWISE SOUND SESSION2（能力者）
- お兄ちゃんと一緒（小塚鳴々）
- 首の姫と首なし騎士（レイフォード[596]）
- 俺の妹がこんなに可愛いわけがない（高坂京介）
- 終わりのセラフ 一瀬グレン、16歳の破滅（一ノ瀬グレン）※第6巻限定版付属CD
- カーニヴァル シリーズ（喰）
  - カーニヴァル 飛べない翼/人魚の瓶
  - カーニヴァル ヴィント
  - カーニヴァル ヴァントナーム
  - カーニヴァル 煙の館
- 会長はメイド様!（黒崎龍之介）※『LaLa』・『LaLaDX』2008年応募者全員サービス
- 学園革命伝ミツルギ 1・2（権堂木目）
- ガッツバトラーG（中村）
- 蟹工船（山下耕介）
- 空の境界〜俯瞰風景〜
- 危機之介御免 シリーズ
  - 危機之介御免 音之壱盤 〜毒味之危機〜（玄之助）
  - 危機之介御免 音之弐盤 〜未来之危機〜（玄之助、宗俊）
- キサラギ 声優ver.（安男）
- 機動戦士ガンダム00 シリーズ（グラハム・エーカー）
  - 機動戦士ガンダム00 CDドラマ・スペシャル アナザーストーリー MISSION-2306
  - 機動戦士ガンダム00 CDドラマ・スペシャル アナザーストーリー Road to 2307
  - 機動戦士ガンダム00 CDドラマ・スペシャル アナザーストーリー COOPERATION-2312
- キミとナイショの…今日から彼氏（キミカレ） シリーズ（咲坂皐）
  - 君とナイショの…今日から彼氏（キミカレ） ドラマCD
  - 君とナイショの…今日から彼氏（キミカレ） ドラマCD 〜ヒミツの温泉旅行〜
- ゴールデンタイム（タクロー）
- 逆転裁判 ドラマCD「逆転のコンビネーション」（来恩寺シシオ）
- 響演「宝くじ」「腕時計」
- 狂乱家族日記 「優歌はじめてのコミックマーケット」（スタッフ）※コミックマーケット限定版
- GRACE DOOR シリーズ（月村桂樹）
  - GRACE DOOR 1・2
  - GRACE DOOR ミニドラマCD ※「クロフネZERO 2008年 Summer」付録CD
  - GRACE DOOR 執事たちの限界な一日
  - GRACE DOOR 乙女ロードと5人目の執事 ※小説版付属CD
- クラノア シリーズ（喜多嶋翔）
  - クラノア -Hello Again-
  - クラノア -yesterday once more-
  - クラノア extra story 大好きなキミのこと ※『シルフ』Vol.9付録
  - クラノア -another girl-
  - クラノア 覚醒未満 -the second volume- それは僕らのカタルシス
  - クラノア close to you
  - クラノア〜cry no more,smile for me
- 鉄のラインバレル シリーズ（森次玲二、降矢勉）
  - 学園創世 猫天! & 鉄のラインバレル WドラマCD ※『チャンピオンRED』2008年9月号付録
  - 鉄のラインバレル 2本立てドラマCD（森次玲二）※『チャンピオンRED』2008年10月号付録
  - 鉄のラインバレル ドラマCD Sound Plays 1・2
- 黒薔薇アリス（ディミトリ・レヴァンドフスキ）
- 血液型男子。 シリーズ（赤羽響生〈B型〉）
  - 血液型男子。 キャラクタードラマCD A型、B型、O型、AB型
  - 血液型男子。 キャラクタードラマCD セカンドシーズン A型、B型、O型、AB型
- 月刊少女野崎くん（野崎梅太郎）
  - TVアニメ「月刊少女野崎くん」ドラマCD 〜秋編〜[597]
  - TVアニメ「月刊少女野崎くん」ドラマCD 〜冬編〜[597]
- 幻想水滸伝シリーズ（フリック）
  - ドラマCD 幻想水滸伝 Vol.1・2
  - ドラマCD 幻想水滸伝II
- コープスパーティー・ブラッドカバー 第1・2巻（岸沼良樹）
- 秋桜の空に シリーズ
- 小林さんちのメイドラゴン「メイドラゴンたちの日常」（滝谷真）
- ゴブリンスレイヤー（鉱人道士）※小説第4・6・7・8・10・12・14巻ドラマCD付き限定特装版、Blu-ray&DVD第2巻初回生産限定版、新作エピソード来場者特典
- さよなら絶望先生 絶望劇場（お巡りさん、闇魔、ヒーローB）
- 三国志LOVERS ドラマCD2 魏編（郭嘉）
- 三千世界の鴉を殺し 3（ハーラン・リー）
- Gファンタジー コミックCDコレクション「E'S VOL.2」（兵士長）
- 静かなるドン（近藤静也）
- 執事たちの恋愛事情〜秘密のハッピープレゼント〜（ウォルフ）
- シュヴァリエ -月の姫と竜の騎士- Vol.1・2（サクヤ）
- しゅごキャラ! シリーズ（月詠イクト〈幾斗〉）
  - 「イクトの秘密!」※DVD-BOX1 付属ドラマCD
  - 「しゅごキャラ! アンコール 最終話 あむと……」「スペシャル ミニ ストーリー」※コミックス12巻限定版付属CD
- シュレディンガーの猫耳少女（シュレディンガー博士）
- 少女ファイト（式島滋）※コミックス第5巻 特装版付属CD
- 辛奇音劇 シリーズ（栗原晃一）
  - 「木原浩勝の怪鬼宴〜旅館の怪〜」
  - 「木原浩勝の怪鬼宴〜録音スタジオの怪〜」
- ジンキ・エクステンド vol.1
- 侵略!イカ娘「ドラマCDじゃなイカ?」（嵐山悟郎）
- スターオーシャン5 -Integrity and Faithlessness-（ヴィクトル・オークヴィル）
- Starry☆Sky シリーズ（不知火一樹）
  - 星座彼氏シリーズ「starry☆sky 〜Aries〜（牡羊座）」
  - プラネタリウムCD&ゲーム「starry☆sky 〜in Winter〜」
  - 星座旦那シリーズ Starry☆Sky 〜Pisces&Aries〜
  - ドラマCD Starry☆Sky 〜in Winter〜星的大掃除浪漫譚
  - Starry☆Sky 〜in bitter season〜
  - Starry☆Sky 〜13constellation〜
  - Starry☆Sky 〜Zodiac sign Vol.01 Tears of the polestar〜
  - Starry☆Sky 〜Zodiac sign Vol.02 The presence of fellow〜
  - Starry☆Sky 〜Zodiac sign Vol.04 Zodiac sign〜
- S・L・H ストレイ・ラブ・ハーツ! ドラマCD 第1巻（雲出華陰）
- ストレンジ・プラス シリーズ（越室）
- ストロボ・エッジ ドラマCD vol.1・2（一ノ瀬蓮）
- セイント・バトラーズ 菫の大公と黒の家令（ジン）
- セイント・ビースト シリーズ
  - セイント・ビースト 悠久の章〜楽園喪失〜 第2・3巻
  - セイント・ビースト Others 第3巻「運命と希望」（キリス人C）
  - セイント・ビースト 恩讐の章〜聖獣封印〜 第1 - 3巻
- 絶対可憐チルドレン シリーズ（皆本光一）
  - 絶対可憐チルドレン ドラマCD EPS.1st 〜和気藹々! 愛と平和が地球を救う!〜
  - 絶対可憐チルドレン ドラマCD EPS.2nd 〜波涛万里! カリブの熱き風〜
  - 絶対可憐チルドレン ドラマCD EPS.3rd 〜一意奮闘! 蕾見ばーちゃんの絶対love×love教室〜
- 戦国武友伝 伍の巻 〜龍虎の邂逅〜（片倉小十郎重綱）
- 大正浪漫雑記帳（ウェイター）※1998年（代々木アニメーション学院在学中） - 声優デビュー作[12][598]
- たいようのいえ（中村基）※コミックス第5巻ドラマCD付き特装版
- タビと道づれ（ニシムラミツヒロ）
- ダンス イン ザ ヴァンパイアバンド シリーズ（鏑木アキラ）
  - SOUND COFFIN ※「コミックフラッパー」2009年5月号付録
  - ドラマCD ダンス ウィズ ザ ヴァンパイアメイド CDすぺしゃる
- 墜落JKと廃人教師（2019年、灰葉仁） - 『花とゆめ』2019年16号付録ドラマCD[599]
- つくものがたり ドラマCD 野郎がたり（伊東博嗣）
- ティンダーリアの種 シリーズ（フィズ・バレリアン）
  - ティンダーリアの種
  - ティンダーリアの種 外伝 〜それぞれの花祭り〜
- 天然!絶滅ヒーロー!! 少々バラエティなCD 〜2巻と呼びたきゃ呼ぶがいい!（カレス）
- 東方妖遊記 -少年王と第一の盟約-（舜）
- 「刻の男組（ときのスーパーヒーロー）」第2弾「ヘタレメ☆浦島太郎」（鯛）
- 東京鬼祓師 鴉乃杜學園奇譚 シリーズ（香ノ巣絢人）
  - 東京鬼祓師 鴉乃杜學園奇譚ドラマCD 第壱巻
  - 東京鬼祓師鴉乃杜學園奇譚-萩の時雨 付録CD
- 友達以上恋人未満（荒井翔平）
- ドラキュラ〜ふたりの吸血鬼〜（ヴラド・ツェペシュ・ドラキュラ）
- なかよし公園 1・2（ジョニー）
- ネオ アンジェリーク シリーズ（ジェット）
  - ネオ アンジェリーク 〜あかつきの天使〜
  - ネオ アンジェリーク Abyss バラエティーCD vol.1 アルカディア パラダイス
  - ネオ アンジェリーク Abyss バラエティーCD Vol.2 アルカディア パラダイス2
  - ネオ アンジェリーク Special 〜エレンフリート with ジェット〜
- 覇王愛人II
- 伯爵家御用達（橘錬児）
- BASARA〜謀略の城〜（松永弾正久秀）
- パパと親父のウチご飯（千石哲[600]）※コミックス第4巻リジナルドラマCD付き限定版
- Drama CD 薔薇嬢のキス〜rose1・2〜（緋賀楓 / 赤薔薇）
- 遙かなる時空の中で2&3 キャラクターコレクション（8）地の玄武 〜安倍泰継&リズヴァーン〜
- beatmania IIDX spin-off drama ROOTS26S[suite] Vol.1・2（雛月聖奈）
- ひめひび -New Princess Days!!- 続!二学期 ドラマCD New Prince Days -Precious Memory For You-（小泉顕）
- 氷結鏡界のエデン 楽園幻想（レオン・ネストリウス・オーヴァ）
- 風水天戯（英祥）
- Bloody Call ドラマCD・II 〜フライコール編〜（黎明）
- ブレイク ブレイド 番外編ドラマCD（ホズル〈クリシュナ9世〉）
- BLAZBLUE ドラマCD 「THE WHEEL OF FORTUNE 〜運命の輪〜」（ハザマ）
- Berry's シリーズ（杜松忍）
  - Berry's ドラマCD Vol.1「森久保由那」
  - Berry's ドラマCD Vol.2「佐藤夏姫」
  - Berry's ドラマCD Vol.3「佐藤春姫」
- ベリーベリー（近江業平）
  - スペシャル♥ドラマCD 「ベリーベリー」（近江業平）※『花とゆめ』2010年4号付録
- ドラマCD「ペルソナ」（上杉秀彦）
- ぼくたちと駐在さんの700日戦争 Part.1 - 3（西条）
- ホットギミック
- マクロスF ドラマCD 娘ドラ◎ ドラ1 - 4（早乙女アルト）
- 真剣で私に恋しなさい!! ドラマCD Vol.2（九鬼英雄）
- 魔法少女リリカルなのはStrikerS サウンドステージ シリーズ（ヴァイス・グランセニック）
  - 魔法少女リリカルなのはStrikerS サウンドステージ04「青空」
  - 魔法少女リリカルなのはStrikerS サウンドステージX
- 丸川くん家の猫たち シリーズ（カンタさん）
  - 丸川くん家の猫たち
  - 丸川くん家の猫たち 第二席 夏キネマ
  - 丸川くん家の猫たち 第三席 猫灯籠
- 身代わり伯爵シリーズ（リヒャルト・ラドフォード）
  - 身代わり伯爵の冒険
  - 身代わり伯爵の結婚
  - 少年陰陽師+身代わり伯爵シリーズ 録り下ろしドラマCD ※『The Beans』VOL.11全員サービス
  - 身代わり伯爵と秘密のデート ※『The Beans』VOL.13全員サービス
- MR. シリーズ（ミゲール・ワイズマン）
  - MR.MORNING
  - MR.APPLICANT
- 無敵看板娘（太田明彦）
- 名作文学（笑）ドラマCD「ヤブノナカ」（田丸城太郎）
- 妄想少女オタク系 シリーズ（千葉俊介）
  - 妄想少女オタク系 1・2
  - 妄想少女オタク系 出張特別版
- やさしい竜の殺し方 外伝（盗賊）
- ゆめくり（湯上誠[601]）
- 夜明け前より瑠璃色な シリーズ
  - 夜明け前より瑠璃色な〜Fairy tale of Luna〜 #5（男子学生）
  - 夜明け前より瑠璃色な〜Fairy tale of Luna〜 #6（店長）
- 妖怪アパートの幽雅な日常（長谷泉貴）※コミックス第3巻ドラマCD付き特装版
- よしとおさま!（サビ丸）※コミックス第8巻ドラマCD付き特別版[602]
- 46番目の密室（鵜飼警視）
- Rust Blaster（シックス）
- ラストランカーシリーズ（ファズ）
  - ラストランカー旅立ちの決意
  - ラストランカー〜炭酸水とねじねじパン〜
- ラブセレブ
- ラブルートゼロ シリーズ（早川大祐）
  - ラブルートゼロ 失恋と嘘、迷子な僕ら。
  - ラブルートゼロ Do you love me? ラブ√1/2
  - ラブルートゼロ サヨナラと言えない僕らは…
  - ラブルートゼロ Do you wanna kiss me? ラブ√1/3
  - ラブルートゼロ ミニドラマCD ※コミックス第4巻 限定版付属CD
- ラブ☆レシピ〜変なエッセンス〜（五十嵐誠司）
- 瑠璃の風に花は流れる シリーズ（槐斗）
  - 瑠璃の風に花は流れる 第1巻 黒の王太子
  - 瑠璃の風に花は流れる 第2巻 紫都の貴公子
- レインボーマン（雷神）
- 村井の恋（春夏秋冬）
- 最強銀河 究極ゼロ 〜バトルスピリッツ〜 ドラマCD（DVD-BOX特典）（一番星のレイ[603]）
- ツンデレ悪役令嬢リーゼロッテと実況の遠藤くんと解説の小林さん（ジークヴァルト・フィッツェンハーゲン[604]）

### BLCD
- 愛される人へ告ぐ（安西）
- アイツの大本命 1 - 3（佐藤隆彦）
- 愛と仁義に生きるのさ（三佐和透）
  - 恋に命を賭けるのさ（三佐和透）
- 嵐のあと（岡田一樹）
- アンバサダーは夜に囁く（カップル男）
- 犬も歩けば恋をする（山田）
- 美しいひと（八角丈）
- ウブI
- エス シリーズ（鹿目）
  - エス
  - エス -咬痕-
  - エス -裂罅- ※全員サービスオリジナルドラマCD
  - エス -残光-
- N大付属病院シリーズ II（片岡）
- 王子様 シリーズ（浅緋）
  - 王子様の刻印
  - 王子様の正妃
- 終わりなきドルイドの誓約（オニール）
- 可愛いひと。V（唐沢正信）
- KIZUNA IV（原田）
- 窮鼠はチーズの夢を見る（大伴恭一）
  - 俎上の鯉は二度跳ねる 前編・後編（大伴恭一）
- 空中庭園（カリム）
- 言葉なんていらない（風見圭祐）
  - 息もできないくらい（風見圭祐）
- コルーセア シリーズ（ナフェル）
  - コルセーアIII 〜風の暗殺者・前編〜
  - コルセーアIV 〜風の暗殺者・後編〜
  - コルセーアVIII 〜月を抱く海3〜
  - コルセーアIX 〜月を抱く海4〜
- SASRA2（アルフォンス・フォン・ヴェルフェン）
- 少年花嫁 シリーズ（黄泉）
  - 星と桜の祭り〜少年花嫁2〜
  - 炎と鏡の宴〜少年花嫁3〜
  - 剣と水の舞い〜少年花嫁4〜
- シークレット・レッスン（遠山）
- 女王様の料理人（近藤）
- 白き褥の淫らな純愛（氷瑞）
- 白の彼方へ（塩見岳）
- 真空融接 1・2（ジル）
- scarlet（上月アキオ）
- 素直になれ!（緋暮士毅）
- 是 -ZE- 4（三刀月斗）
- 世界一初恋 シリーズ（羽鳥芳雪）
  - 世界一初恋 〜小野寺律の場合+吉野千秋の場合〜
  - 世界一初恋2 〜吉野千秋の場合+小野寺律の場合〜
  - 世界一初恋3 〜小野寺律の場合+吉野千秋の場合〜
  - 世界一初恋4 〜吉野千秋の場合+小野寺律の場合〜
  - 世界一初恋 〜吉野千秋の場合〜 ※『CIEL』2009年11月号付録
- セブンデイズ シリーズ（芹生冬至） 
  - セブンデイズ MONDAY → THURSDAY
  - セブンデイズ FRIDAY → SUNDAY
- センチメンタルガーデンラバー（滝）
- 抱きしめても怒りませんか?（左右田聖）
- チェリーボーイ作戦〜むりやり発情期〜（紅葉）
- チョコレート・キス（加納隆一）
- ディア・グリーン（矢島縁）※『ルチル』隔月刊化2周年記念 録り下ろしオリジナルドラマCD
- deal -ディール-（智則）
- DEAD シリーズ（ユウト・レニックス）
  - DEADLOCK
  - DEADHEAT
  - DEADSHOT
  - DEADLOCK 番外編『Love begets love』 ※『Chara』2008年10月号全員サービス
  - SIMPLEX DEADLOCK外伝
- 咎狗の血 vol.1・2（トモユキ）
- ハーレム・ナイト 瑠璃色の王冠（反国王派の男1）
- バカな犬ほど可愛くて（浜田）
- 伯爵様は秘密の果実がお好き（男吸血鬼）
- Punch↑ 1 - 4（大木浩太）
- BL探偵 シリーズ（御園生悠二）
  - BL探偵1・2
  - BL探偵外篇・キムタツ受難BOY
  - BL探偵外篇2・KIMUTATSU.YOU CAN DO IT!
- 瞳をすまして（本多滋人）
- 美男の殿堂 第1 - 3パレス（郡司将）
- ふらちな恋のプライス（國領誠一）
- P.B.B. プレイボーイブルース3（浩太）
- ほんと野獣 1 - 3（上田朝春）
- 野球天国（実況アナウンサー）
- 夜明けには好きと言って（片桐京吾）
- ラブネコ（矢吹英二）
- ラブプリズム（野球部員）
- Lamento -BEYOND THE VOID- Vol.1 - 3（ウル）
- リピート・アフター・ミー?（ナイジェル・ローズ）
- 龍と竜 シリーズ（石神龍一郎）
  - 龍と竜
  - 龍と竜〜白露〜
- 龍を飼う男（ゲイリー）
- 恋愛のセオリー（斉藤）
- ロッセリーニ家の息子 シリーズ
  - ロッセリーニ家の息子 略奪者（エドゥアール・ロッセリーニ）
  - ロッセリーニ家の息子 守護者（エドゥアール・ロッセリーニ）
  - ロッセリーニ家の息子 捕獲者（エドゥアール・ロッセリーニ）

### ラジオドラマ
- あさひるばん ビギニング（野沢七郎〈のざわな〉[605]）
- 押井守シアター ケルベロス鋼鉄の猟犬
- ゲムドラナイトプレゼンツ 大正浪漫記帳

### デジタルコミック
- ビー・バップ・ハイスクール（2011年[606]、中間徹〈トオル〉[607]）
- あさきゆめみし（2013年、光源氏）
- イナズマイレブン〜ペンギンを継ぐ者〜 超次元ムービーコミック（2018年、源田幸次郎[608]） - 限定カード&DVD付き特装版
- TERRACE HORSE THE COMIC（2019年、JC）[609]
- アルバート家の令嬢は没落をご所望です（2019年、パトリック[610]）
- 墜落JKと廃人教師（2020年 - 2023年、灰葉仁[611][612]）
- 王の獣（2021年、麗雲[613]）
- 只野工業高校の日常 書き下ろしボイコミ（2023年、かっちゃん[614]）

### 吹き替え

#### 担当俳優
クリス・エヴァンス
- マーベル・シネマティック・ユニバース（2011年 - 2019年、スティーブ・ロジャース / キャプテン・アメリカ）
  - キャプテン・アメリカ/ザ・ファースト・アベンジャー
  - アベンジャーズ
  - マイティ・ソー/ダーク・ワールド ※ロキの変装
  - キャプテン・アメリカ/ウィンター・ソルジャー
  - アベンジャーズ/エイジ・オブ・ウルトロン
  - アントマン
  - エージェント・カーター シーズン1 #1 ※アーカイブ映像
  - シビル・ウォー/キャプテン・アメリカ
  - スパイダーマン:ホームカミング
  - アベンジャーズ/インフィニティ・ウォー
  - キャプテン・マーベル
  - アベンジャーズ/エンドゲーム

- ナイブズ・アウト/名探偵と刃の館の秘密（2020年、ランサム・ドライズデール）
- フリー・ガイ（2021年、本人役）
- グレイマン（2022年、ロイド・ハンセン）
- ゴーステッド Ghosted（2023年、コール・ターナー）
- スコット・ピルグリム テイクス・オフ（2023年、ルーカス・リー）
- レッド・ワン（2024年、ジャック・オマリー）

ジョン・シナ
- ドクター・ドリトル（2020年、ヨシ）
- ワイルド・スピードシリーズ（2021年 - 2023年、ジェイコブ・トレット）
  - ワイルド・スピード/ジェットブレイク
  - ワイルド・スピード/ファイヤーブースト

- ミュータント・タートルズ:ミュータント・パニック!（2023年、ロックステディ）

リアム・ヘムズワース
- ラスト・ソング（2010年、ウィル・ブレークリー）
- ハンガー・ゲームシリーズ（2012年 - 2015年、ゲイル・ホーソーン）
  - ハンガー・ゲーム
  - ハンガー・ゲーム2
  - ハンガー・ゲーム FINAL: レジスタンス
  - ハンガー・ゲーム FINAL: レボリューション

#### 映画
- アクアマン（オーム王 / オーシャンマスター〈パトリック・ウィルソン〉[636]）
  - アクアマン/失われた王国[637]
- インディ・ジョーンズと運命のダイヤル（クレーバー〈ボイド・ホルブルック〉[638]）
- ウォーキングwithダイナソー（アレックス）
- オリエント急行殺人事件（ブーク〈トム・ベイトマン〉[639]）
  - ナイル殺人事件[640]
- キング・オブ・エジプト（ホルス〈ニコライ・コスター＝ワルドー〉[641]）
- キングスマン:ゴールデン・サークル（テキーラ〈チャニング・テイタム〉[642]）
- Crouching Tiger Hidden Dragon: ソード・オブ・デスティニー（ウェイ・ファン〈ハリー・シャム・Jr.〉）
- 新感染 ファイナル・エクスプレス（ソグ〈コン・ユ〉[643]）
- 警察署長 ジェッシイ・ストーン 影に潜む
- 警察署長 ジェッシイ・ストーン 湖水に消える（フッカー・ロイス）
- ザ・マミー/呪われた砂漠の王女（クリス・ヴェイル軍曹〈ジェイク・ジョンソン〉[644]）
- 三銃士/王妃の首飾りとダ・ヴィンチの飛行船（バッキンガム公爵〈オーランド・ブルーム〉）※劇場公開・ソフト版
- ジョニー・イングリッシュ アナログの逆襲（ジェイソン・ヴォルタ〈ジェイク・レイシー〉）
- 死霊のはらわた（デビッド〈シャイロ・フェルナンデス〉）
- ソニック・ザ・ムービー（トム・ワカウスキー〈ジェームズ・マースデン〉[645]）
  - ソニック・ザ・ムービー/ソニック VS ナックルズ[646]
  - ソニック×シャドウ TOKYO MISSION[647]
- ゾンビランド:ダブルタップ（コロンバス〈ジェシー・アイゼンバーグ〉[648]）
- ダーク・プレイス（ライル〈ニコラス・ホルト〉）
- 太陽がいっぱい（トム・リプレー〈アラン・ドロン〉[649]）※スター・チャンネル版
- ダンジョンズ&ドラゴンズ/アウトローたちの誇り（ゼンク〈レゲ＝ジャン・ペイジ〉[650]）
- デッドプール2（シャッタースター〈ルイス・タン〉[651]）
  - デッドプール2のおとぎばなし
  - デッドプール&ウルヴァリン[652]
- トゥームレイダー ファースト・ミッション（ルー・レン〈ダニエル・ウー〉[653]）
- トップガン マーヴェリック（ハングマン〈グレン・パウエル〉[654]）
- パシフィック・リム: アップライジング（ジェイク・ペントコスト〈ジョン・ボイエガ〉[655]）
- ヒットマン（ゲイリー・ジョンソン〈グレン・パウエル〉[656]）
- 冒険者たち（マヌー・ボレリ〈アラン・ドロン〉[657]）※スターチャンネル版
- ホテル・ルワンダ（グレゴワール〈トニー・キゴロギ〉）
- マッドマックス 怒りのデス・ロード（ニュークス〈ニコラス・ホルト〉[658]）※劇場公開版
- マトリックス レザレクションズ（スミス〈ジョナサン・グロフ〉[659]）
- ミッキー17（ティモ〈スティーヴン・ユァン〉[660]）
- 密偵（キム・ウジン〈コン・ユ〉）
- モービウス（マイケル・モービウス〈ジャレッド・レト〉[661]）
- モンスターハンター（スティーラー〈ジョシュ・ヘルマン〉[662]）

#### ドラマ
- イタズラなKiss〜惡作劇之吻〜（アーツァイ〈相原重雄〉〈タン・ツォンシェン〉）
- イタズラなKiss〜惡作劇2吻〜（アーツァイ〈相原重雄〉〈タン・ツォンシェン〉）
- ウィンター・キング:アーサー王物語（アーサー〈イアン・デ・カーステッカー〉[663]）
- お昼12時のシンデレラ
- キャッスル 〜ミステリー作家は事件がお好き シーズン5 #4（ジョン・ブレイディ署長）
- グルメ探偵ネロ・ウルフ
- ゲーム・オブ・スローンズ（ユーロン・グレイジョイ〈ピルー・アスベック〉、青年時代のエダード・スターク〈ロバート・アラマヨ〉）
- CSI:マイアミ4 #14（パトリック・ワイルダー〈オースティン・ニコルズ〉）
- SCORPION/スコーピオン シーズン1 #8（ペイトン・テンプル〈スコット・メスカディ〉）
- タイムレス（ワイアット・ローガン〈マット・ランター〉）
- ナース・ジャッキー（フィッチ・クーパー〈ピーター・ファシネリ〉）
- ビクトリアス #20（ライダー〈ライアン・ロットマン〉）
- PENNYWORTH/ペニーワース（アルフレッド・ペニーワース〈ジャック・バノン〉[664]）
- マーズ 火星移住計画（ハビエル・デルガド〈アルベルト・アンマン〉）
- マーダーズ・イン・ビルディング（オスカー〈アーロン・ドミンゲス〉[665]）
- マスケティアーズ パリの四銃士（アラミス〈サンティアゴ・カブレラ〉）

#### アニメ
- マイリトルポニー〜トモダチは魔法〜（ガーブル）
- RWBY（アダム・トーラス）
- スター・ウォーズ: ビジョンズ（ダン）
- スパイダーマン:スパイダーバース（RIピーター・パーカー / スパイダーマン）
- ロイヤルコーギー レックスの大冒険（レックス[666]）
- ドラゴンズドグマ（イーサン[667]）
- トランスフォーマー アドベンチャー（スチールジョー）
- ホワット・イフ...?（スティーブ・ロジャース[668] / ヒドラ・ストンパー）
- DC がんばれ!スーパーペット（マーク[669]）
- 万聖街（ニック[670]）
- マスターオブスキル For the GLORY（葉修[671]）
- インサイド・ヘッド2（ランス・スラッシュブレード[672]）
- トランスフォーマー/ONE（オライオンパックス / オプティマスプライム[673]）
- ロード・オブ・ザ・リング/ローハンの戦い（フレアラフ[674]）

#### その他（吹き替え）
- ランニング・ワイルド WITH ベア・グリルス #8（チャニング・テイタム〈本人〉[675]）

### 特撮
2011年
- 海賊戦隊ゴーカイジャー（デラツエイガーの声）

2012年
- 特命戦隊ゴーバスターズ（2012年 - 2014年、ビート・J・スタッグ / スタッグバスター / シルバースタッグ、ワレドナイヤーの声） - テレビシリーズ + 6作品

2013年
- 仮面ライダー×スーパー戦隊×宇宙刑事 スーパーヒーロー大戦Z（ビート・J・スタッグの声）

2015年
- ウルトラマンX（ウルトラマンエックスの声）

2016年
- 新ウルトラマン列伝（ウルトラマンエックスの声）
- 劇場版 ウルトラマンX きたぞ!われらのウルトラマン（ウルトラマンエックスの声）
- 動物戦隊ジュウオウジャー スーパー動物大戦（ビート・J・スタッグの声）

2017年
- 劇場版 ウルトラマンオーブ 絆の力、おかりします!（ウルトラマンエックスの声）

2020年
- 魔進戦隊キラメイジャー（2020年 - 2021年、ガルザの声） - 4作品

2023年
- ウルトラマン ニュージェネレーション スターズ（ウルトラマンエックスの声）

### ラジオ
※はインターネット配信。
- 李のきもち（2007年、WEBラジオ※）
- 帰ってきた李のきもち（2007年、WEBラジオ※）
- Cyber Boys City（第15・19代パーソナリティ、サイバーフェイズ※）
- マクロスF○※△（2008年 - 2011年、文化放送）
- ラジオ幻想水滸伝 集まれ!108星!（2008年、KONAMI STATION※）
- 西浦高校放送部（2010年、oofuri.com内※）
- おまえと! ときめきメモリアル（2010年、音泉※）
- ブレブ・レイディオ クリシュナ王室広報局（2010年、アニメイトTV※）
- ラジオ・ド・章樫（2012年、アニメイトTV※）
- ファミリア・バール（2012年、アニメイトTV※）
- ラジオ・ディバインゲート（2015年 - 2016年、音泉※、コーナーパーソナリティ）[683]
- 石川界人・中村悠一のスター"ラジ"オーシャン → スター"ラジ"オーシャン → スターラジオーシャン アナムネシス（2016年 - 2020年、超!A&G+※）[684]
- GUILTY CROWN RADIO COUNCIL（復活版）（2016年、音泉※）[685]
- アトム ザ・ビギニング 7研 1031ラジオ（2017年、音泉※）[686]
- JOESTAR RADIO（2021年、YouTube※・音泉※）

### ラジオ・トークCD
- 癒されBar若本 the CD Vol.01
- DJCD カグヤ♡ボイスパラダイス ※「カグヤ」創刊号付録
- DJCD カグヤ♡ボイスパラダイス vol.2 ※「カグヤ」vol.3付録
- CLANNAD -クラナド- ラジオCD「渚と早苗のおまえにレインボー」Vol.2
- CLANNAD -クラナド- ラジオCD「渚と早苗と秋生のおまえにハイパーレインボー」Vol.1・2
- クラノア放送委員会 ラジオCD Vol.1・2
- DJCD 『血液型男子。』BQラジオ 第1巻
- ラジオCD 月刊Asukaステーション〜Asuka24 シーズン1〜 ※「月刊Asuka」2009年7月号付録
- CBC.Rush Out!! 〜The 2nd Anniversary〜 LIVE CD ダイジェスト盤
- DJCD「絶対可憐放送局 〜純情可憐編〜」第2巻
- ソレスタルステーション00 GN粒子最大散布スペシャルCD 第1巻
- 西浦高校放送室 1・2 ※『おおきく振りかぶって』DVD第6・8巻 限定版特典CD
- 西浦高校放送室 延長戦 ※『おおきく振りかぶって』イベントDVD アニメイト特典CD
- ベスト・オブ・おおきく振りかぶって〜夏のスコアブック〜 DVD特典DJCD
- スペシャルラジオCD「ネオ アンジェリーク Abyss 〜財団へようこそ〜」 ※『ネオ アンジェリーク Abyss』DVD第1巻 限定版特典CD
- ネオ アンジェリーク Abyss ラジオCD アニメージュ出張版 ※「アニメージュ」2008年8月号付録
- トークCD ファミ通キャラクターズDX〜ボクらのTVゲーム〜
- DJCD 「ブレブ・レイディオ」出張版
- マクロスFラジオ Newtype Romance Special 超銀河CD ※「ニュータイプ・ロマンス」2008 AUTUMN付録
- 「マクロスF」Newtype Special 超銀幕CD ※「月刊ニュータイプ」2009年12月号付録
- DJCD「ママチャリと駐在さんのぼくちゅうラジオ!」
- 身代わり伯爵ラジオCD「男子限定身代わりトーク」 ※コミック&文庫連動全員サービス
- モモっとトーク・ダイジェストCD 11 モモっとトーク・アツアツCD
- 桃ダイ3・桃も桃も桃のうち
- 桃ダイ6・桃色吐息

### 朗読・その他CD
- 愛のポエム付き言葉攻めCD 番外編 LOVERS III 〜愛と友情の間で苦悩するのも悪くない〜
- angelica -萩原朔太郎-
- おやすみロジャー〜魔法のぐっすり絵本〜
- KISS×KISS collections Vol.4「クセモノキス」（天野一星）
- 月刊男前図鑑 従者編 黒盤（執事）
- 月刊男前図鑑シリーズ特別編 月刊幕末図鑑 1 白盤・蒼盤（土方歳三）
- Sound Horizon シリーズ
  - 6th Story CD Moira（キャラクターボイス）
  - 7th Story CD Märchen（キャラクターボイス）
  - 9th Story CD Nein（キャラクターボイス）
- Story of 365 days HEART Anniversary From January to March（ジン・ラミー）
- 戦国武将歌留多
- 戦国物語&猫姉妹物語
- 戦国武将物語〜豪傑編〜（朗読 - 第四話「前田慶次物語」）
- 戦国武将物語外伝〜14の知将&豪傑物語〜（朗読 - 前田慶次物語外伝「名誉の朱槍」）
- 全作品人気キャラクター 名台詞55朗読CD[687] ※デザート2月号付録
- 幕末志士物語〜佐幕・開国編〜（「榎本武揚物語」）
- 幕末志士物語外伝〜14の土佐&佐幕・開国編〜（「榎本武揚物語外伝」）
- 88星座物語〜オオカミの章〜（第二章）
- 88星座物語〜外伝〜 12の星の物語（「かみのけ座の物語」）
- 朗読 浜田広介名作選集「りゅうの目のなみだ」
- honeybee 羊でおやすみシリーズ Vol.16 「いい加減に寝ろよなっ」
- 魔法科高校の劣等生 オーディオドラマDVD 追憶編（司波達也）
- 蜜蜂出版シリーズ 旦那カタログ特別号 Vol.1 特別号の特集：O型旦那&AB型旦那（O型旦那・明石洋介）
- ミツバチ声薬『スリムナール』（一宮）

### ナレーション
テレビ番組
- 朝は楽しく!スマイルサプリメント（テレビ東京）
- アニ姫（テレビ東京）
- アニメ探検隊（テレビ東京）
- クイズ!その時スーパースターは?（日本テレビ）[688]
- 月曜ゴールデン「シュレック」（TBS）
- ザ!世界仰天ニュース（ボイスオーバー、日本テレビ）
- シュガー&スパイス 風味絶佳 メイキング（CS）
- スーパーJチャンネル（テレビ朝日）
- ズバリ見せるわよ!（テレビ東京）
- 誰にも話してないんですが、実は… 〜すべてがリアルなカミングアウト〜（テレビ東京）
- 登龍門 おふくろの味バラエティDK 〜ダイニングキッチン〜（フジテレビ）
- 遠くにありて にっぽん人（BS-hi）
- ドスペ!（テレビ朝日）
- 謎解き日本一決定戦X 2022（MBS・TBS）
- 星野仙一が託された使命
- 仰天！海の底まる見え検証（ナショナルジオグラフィック）
- 日立 世界・ふしぎ発見! 第1584回「青い目のサムライ」（TBS、2021年2月6日）[689][690]
- 日本ダービー2022 〜HEROになるために〜（テレビ東京、2022年5月21日）[691]
- ABUロボコン2023 世界に勝利の輪を投げろ!〜カンボジア・プノンペン大会〜（NHK総合、2023年10月9日）[692]
- NNNドキュメント’24「ドツボと俺」〜更正支援を続ける理由〜（日本テレビ、2024年12月2日）[693]
- 2024人に聞いた グッときた！スポーツ名場面TOP 50（NHK総合、2024年12月28日）[694]
- レジェンドゲームヒストリー 〜ファイナルファンタジー〜（NHK BSプレミアム4K、2024年12月30日 / NHK BS1、2025年1月3日）[695][696]

CM
- I・O DATA「Rec-POT」
- Aim シングルCD「Resolution」（R-CM）
- あずみ（番宣）
- 嵐 SUMMER TOUR 2006（TVスポット）
- NTT「フレッツ・ADSL」（R-CM）
- オートバックス
- 角川書店「月刊ニュータイプ2008年12月号」
- K-BALLET COMPANY WINTER TOUR 2006 三人姉妹（番宣）
- サークルKサンクス（R-CM）
- 集英社「週刊プレイボーイ」（R-CM）
- スタジオDNA（R-CM）
- シュレック2（番宣）
- ダイレクトテレショップ ペッシー
- T-EMO「チャクチャ」（R-CM）
- 東芝テック（R-CM）
- TOMY「おしゃべりミュウ」「ぐるっとマップ」「ポケモン図鑑全国版」
- TOMY「すごいつりざお」
- TOMY「DXモンスターボール」
- 「破天荒遊戯」ドラマCD（R-CM）
- Base Ball Bear シングルCD「ドラマチック」（R-CM）
- 「LOVELESS」ドラマCD（R-CM）
- 3月のライオン 「ライオンの“言の葉”キャンペーン」8巻TVCM[697]
- レンタルビデオ店（おうち 遊びだ！GO TO GEO！）ゲオ（スーパーセール 2019年7月） - ナレーション
- カロリーメイト 「小さな栄養士シリーズ」[698]
  - 「チョコレート」編、「チューした」編、「冷蔵庫」編[699]
  - 「小さな栄養士・サッカー少女」篇、「小さな栄養士・バタアシ少年」篇（WEB CM 2025年4月25日 - ）[700]
- 積水化学グループ「ケミーとカール（ペロブスカイト）」篇[701]

映画
- キャプテン・マーベル 日本版本予告[702]
- ナイブズ・アウト/名探偵と刃の館の秘密 60秒予告[703]
- 「ブラック・ウィドウ」キャラクター篇・ストーリー篇[704]

テレビドラマ
- DOPE 麻薬取締部特捜課（タイトルバックナレーション）[705]

DVD
- あらしのよるに ナビゲートDVD「出会った二人」
- 「ノロイ プレミアム・エディション」※特典ディスクのナレーション
- 「ルアーマガジン・ザ・ムービー」Vol.4、5

VP
- IHIエアロスペース
- 株式会社インフォセック社
- ダム用機材
- 東芝テック

その他のナレーション
- 「緊急独占インタビュー!! 楽天・三木谷浩史氏本音を語る」（GyaO）
- カシマサッカーミュージアム
- 「Glodal Watch」（GyaO）
- JAL 国内線ビデオ「SAMURAI BLUE」
- JETRO「世界は今」（WEB放送）
- 新宿バルト9（アルタビジョンで流れる告知）
- 「Foreign Affairs」（GyaO）
- ガンダム情報番組「INSIDE ガンダム」（ナレーション、ガンダムの声）
- うどん県（香川県PR動画）
- THE HOOPERS 4thシングル「情熱は枯葉のように」MV
- Nintendo Direct
- 月刊コミックジーン創刊10周年記念PV[706]

### テレビ番組
※はインターネット配信。
- アニメ女子部（2008年 - 2010年、AT-X）ナビゲーター
- 東京エンカウント（2010年 - 2013年、AT-X）
  - 東京エンカウント弐（2014年 - 、AT-X）
- AT-X新春ナマ！福引スペシャル どっちを選びまショック!!（2010年、AT-X）
  - AT-X新春福引きSP!昌也VS悠一 ナマ・ナマ・モリ・モリ龍球Z!!（2011年、AT-X）
  - 祝AT－X15周年！プレゼント特番 昌也と悠一のワイルドクリスマス!!（2012年、AT-X）
  - 小野坂ＶＳ中村 サバイバルクエスト（2014年 - 、AT-X）
- ヘカトンケイルの選択（2013年 - 2014年、AT-X）
- わしゃがなTV（2020年 - 、YouTube※）
- おっさんのパンツがなんだっていいじゃないか!SP（2025年6月28日、東海テレビ） - カルロス 役（声の出演）[707]

### 映像商品
- 「AD-LIVE 2016」第4巻
- 「AD-LIVE2017」第2巻
- 「AD-LIVE2018」第1巻
- アルカナ・ファミリア スペシャルディスク"La prima festa"
- 江口拓也の俺たちだって癒されたい! 1
- 江口拓也の俺たちだっても〜っと癒されたい！4
- AnGeL fAIL
- おおきく振りかぶって 〜オレらの夏は終わらない〜 イベントDVD
- おそ松さんスペシャルイベント フェス松さん'16
- おそ松さんスペシャルイベント フェス松さん'18
- おそ松さんスペシャルイベント フェス松さん'21
- KAmiYU in Wonderland Talk&Live DVD
- ガンダム00 Festival 2009-2010 “A trailer for the trailblazer”
- ガンダム00 Festival 10 "Re:vision"
- 劇場版銀魂 銀幕前夜祭り2013
- GET WEDDING!! デジタルコミックDVD（司会）※『Sho-Comi』全員サービス
- コープスパーティー『如月学園』 〜如月祭〜
- シアトリカル・ライブ 「Relic 〜tale of the last ninja〜」
- ジョジョの奇妙な冒険 黄金の風 スペシャルイベントEsperienza d'oro　初回仕様版DVD全巻購入特典（非売品）
- しろくまカフェ〜笹大盛りでinよみうりランド〜
- しろくまカフェ 〜七夕だよ！ 笹に願いを！〜 イベントDVD
- DearGirl〜Stories〜Festival Carnival Matsuri DGS祭
- デジコミ ちゅちゅスーパーDVD 2007 summer 「ALMIGHTY×10」（朔良）※『ChuChu（ちゅちゅ）』2007年8月号・9月号全員サービス
- デジコミ special DVD 「うわさの翠くん!!」（氷野司）※『Sho-Comi』2008年12号〜14号応募者全員サービス
- イベントDVD「電撃文庫 秋冬の陣 de デュラララヴァーズ in 中野」
- 西山宏太朗の健やかな僕ら 1 - 2 特装版
- 鋼の錬金術師 Festival '09
- バサラ祭2015 〜冬の陣〜
- 花の声優界! スター☆ボウリング 天下分け目の春の陣! 富士山が境目ですSP
- ハマトラFes.2014 Summer for DVD
- バラエティDVD ネオ アンジェリーク Special 大陸祭日（アルカディア・ホリディ）
- フルーツバスケット 2nd seasonスペシャルイベント 〜ファイトー! オー! なのです! 〜
- ポプテピピック スペシャルイベント 〜POP CAST EPIC!!〜
- マクロスF ギャラクシーツアーFINAL in フドーカン
- マクロスF 超時空スーパーライブ cosmic nyaan
- 三木眞一郎のおもてなしドライブ Vol.6 中村悠一
- 森川智之と檜山修之のおまえらのためだろ！𩸽-HOKKE-
- ライブビデオ JAPAN 乙女♥Festival
- ライブビデオ ネオロマンス♥フェスタ ネオ アンジェリーク 大陸祭典（アルカディア・カーニバル）
- ラブルートゼロ コイゴコロ咲く花 イベントDVD
- 妖狐×僕SS 〜シークレットなサービスなんて し、しないんだからね！〜
- ワグナリア〜春の大大大感謝祭〜（VTR出演）

### 映像特典
- 甘々と稲妻 VOL.1 第1話先行上映イベントダイジェスト映像収録
- 甘々と稲妻 VOL.3 放送直前スペシャル〜つくるとこもみててTV〜ダイジェスト映像収録
- 甘々と稲妻 VOL.5 ニコニコ生放送「甘々と稲妻」夏休み! ハヒィスペシャル! ダイジェスト映像収録
- うどんの国の金色毛鞠 第三巻 イベントダイジェスト映像収録
- おそ松さん 第一松　2015年10月16日開催スペシャル上映イベント「6つ子だよ、全員集合!! トト子もいるよ♪」ダイジェスト収録
- おそ松さん第2期 第1松 2017年10月6日開催スペシャル上映「イベント6つ子が帰ってきたよ！全員集合!!トト子も最高♪」ダイジェスト収録
- 終わりのセラフ第1巻 イベントダイジェスト映像収録DVD※ジャンプフェスタ、AnimeJapanの映像を収録
- 革命機ヴァルヴレイヴ 2nd SEASON 2 2013年9月29日開催イベント『革命機ヴァルヴレイヴ SUMMIT』ダイジェスト収録
- 新劇場版 頭文字D Legend1 -覚醒- 2014年10月4日開催イベント（夜の部のみ収録）
- 新劇場版 頭文字D Legend3 -夢現- 初日舞台挨拶収録
- 劇場版 TIGER & BUNNY -The Rising- 2013年10月13日開催イベント「劇場版 TIGER & BUNNY -The Rising- SUPER PRELUDE」(初回限定版のみ）
- DIVE!! Blu-ray Disc BOX（完全生産限定版） 「キャストとDIVE!!」未公開映像を含む完全版、「キャストとDIVE!!〜放送前イベント編〜」トークパート映像
- ディバインゲート vol.1 ゲーム2周年オフラインイベント<第1部>ダイジェスト映像収録
- ディバインゲート vol.2 第1話先行上映&スペシャルトークショウ イベントダイジェスト映像収録
- ディバインゲート vol.3 AnimeJapan2016イベントダイジェスト映像
- ディバインゲート vol.6 「ディバインゲート スペシャルフェスティバル〜扉の先へ〜」イベントダイジェスト映像収録
- デュラララ!! 1 2009年10月3日開催イベント デュラララ!!アニメ化 de デュララランデブーin幕張
- デュラララ!!13 2010年5月16日開催イベント デュララランデブー in 光ヶ丘（完全生産限定版のみ）
- 東京喰種トーキョーグール√A 【DVD】 Vol.1 :2014.11.30開催イベントダイジェスト収録
- 曇天に笑う<外伝> 〜宿命、双頭の風魔〜 完成披露舞台挨拶、初日舞台挨拶収録
- ハイキュー!! TO THE TOP Vol.2 「ハイキュー!!新シリーズキックオフイベント 〜全国大会（オレンジコート）への道〜」夜の部収録
- ハマトラ 1 2014年11月30日開催イベントダイジェスト収録（初回生産限定版のみ）
- WORKING´!! 1 「ワグナリア〜夏の大大感謝祭〜2011 」前編（完全生産限定版のみ）
- WORKING´!! 2 「ワグナリア〜夏の大大感謝祭〜2011」後編（完全生産限定版のみ）
- WWW.WORKING!! 1 限定メニューだよっ! 「ワグナリア〜初夏の大大大大感謝祭〜」(同梱版 完全生産限定版のみ）

### 舞台
- 舞台「カムブロー・ユアホーン」（アラン・ベーカー）
- 舞台「わが町」（ジョージ・ギブス）
- 朗読「ドランカー」
- 戦国ブログ型朗読劇 SAMURAI.com「叢雲-MURAKUMO-」
- Kiramune Presents リーディングライブ「悪魔のリドル〜escape 6〜」[708]
- 国立代々木競技場第一体育館座長公演“水樹奈々大いに唄う 四”「新説 桃太郎英雄譚」（2016年1月24日、国立代々木競技場第一体育館） 浦島太郎 役
- 幕張メッセ幕張イベントホール座長公演"水樹奈々大いに唄う伍"「シノバズ 〜決戦！すぎた十勇士〜」（2019年5月5日、幕張メッセ幕張イベントホール） 宮本武蔵 役
- シアトリカル・ライブ「Relic〜tale of the last ninja〜」
- クリエ プレミア音楽朗読劇「VOICARION 女王がいた客室」
- AD-LIVE Project「AD-LIVE 2016」
- AD-LIVE Project「AD-LIVE 2017」
- AD-LIVE Project「AD-LIVE 2018」
- サントリーホール クリスマスコンサート2016 with 東京佼成ウインドオーケストラ「Let's Christmas！」朗読
- フェロ☆メンプロデュース 音楽朗読劇「AnGeL fAlL」（2018年1月27日・28日、舞浜アンフィシアター）[709]
- 音楽朗読劇ブランド「READING HIGH」 第三回公演『ChèvreNote〜シェーヴルノート〜』 ジル・ド・レ 役
- 音楽朗読劇READING HIGH第4回公演『El Galleon〜エルガレオン〜』 ウィリアム・キッド 役
- 音楽朗読劇READING HIGH第6回公演『ALCHEMIST RENATUS〜HOMUNCULUS〜』 ヨハン・ベドガー 役
- 音楽朗読劇READING HIGH『YOUNG WIZARDS〜Story from 蘆屋道満大内鑑〜』（2022年9月30日 - 10月1日、パシフィコ横浜 国立大ホール） 蘆屋兵衛道満 役[710][711]

### 玩具
- ウルトラマンX DXエクスデバイザー（2015年7月10日）
- 魔進戦隊キラメイジャー 邪気解放ブレス DXヨドンチェンジャー（2021年2月）
- ウルトラマンX ウルトラレプリカ エクスデバイザー（2023年11月）
- DXアークキューブPremium ニュージェネレーションスターズセット01（2024年12月）

### その他コンテンツ
- CUP介護ウェアカタログ
- 東芝「DYNABOOK」
- ザ・スターボウ（カ・オン）
- 超!アニメロ オリジナルドラマシリーズ『響演』 第4弾「腕時計」（シナリオ原案および全4役担当）
- LINE公式スタンプ「自分ツッコミくま(ナレーター：中村悠一)」[712]
- ポケモン、日本コカ・コーラ、日本IBM「はらぺこベトベター」(ベトベター)[713]
- TRUE WIRELESS STEREO EARPHONES アニメ『ワールドトリガー』迅・ヒュースモデル（2021年、迅悠一[714]）

配信コンテンツ
- FODオリジナルドラマ 乃木坂シネマズ〜STORY OF 46〜第3話「超魔空騎士アルカディアス」（アルカディアスの声）

コラム
- 中村悠一の悠遊自適（電撃DS&Wii）
- 世界に在りて君は何を想うのか?（声優グランプリmobile）

CM
- 小学館 週刊少年サンデーCM劇場 絶対可憐チルドレン（皆本光一）
- 第2次スーパーロボット大戦Z 破界篇

玩具
- バンダイ Voice I-dollちびボイス 機動戦士ガンダム00 グラハム・エーカー
- バンダイ ウルトラマンX DX エクスデバイザー
- バンダイ ウルトラマンX DX エクスラッガー
- バンダイ 魔進戦隊キラメイジャー 邪気解放ブレス DXヨドンチェンジャー
- 呪術廻戦 ボイスマスコット（2020年、五条悟）

Webコミック
- 愛しの焔 〜ゆめまぼろしのごとく〜（織田信長〈サンスケ〉）
- BEE TV「BE-BOP HIGHSCHOOL」（中間徹）

Web番組
- ナカムラ☆チャレンジ（任天堂公式チャンネル）

パチスロ
- 旋風の用心棒〜胡蝶の記憶〜（紅葉丈児）
- パチスロ烈火の炎 Flame of Recca（2018年、紅麗）
- ロックマン アビリティ 史上最大の試練（2018年、ブルース）

パチンコ
- CRひかる源氏（光源氏）

PV
- バンダイ「神羅万象チョコ ゼクスファクター」（雷刃のイツキ）
- 呪術廻戦（2018年、五条悟）
- 勇者刑に処す 懲罰勇者9004隊刑務記録（2021年、ザイロ・フォルバーツ）
- WIND BREAKER（2021年、梅宮一）
- 只野工業高校の日常（2021年、かっちゃん）
- カラオケ行こ!＆ファミレス行こ。（2023年、成田狂児）

音声ガイド
- 特別展「毒」（2022年11月1日 - 2023年2月19日、国立科学博物館）

## ディスコグラフィ

### キャラクターソング
| 発売日   | 商品名                                                                                                  | 歌 | 楽曲                                                                                 | 備考                                                                   |
| 2006年   | 2006年                                                                                                  | 2006年 | 2006年                                                                               | 2006年                                                                 |
| -------- | --- | --- | ------------------------------------------------------------------------------------ | ---------------------------------------------------------------------- |
| 11月22日 | 無敵看板娘 無敵なキャラクターソング集                                                                   | 太田明彦（中村悠一） | 「八百黒戦隊ヤオレンジャー」                                                         | テレビアニメ『無敵看板娘』関連曲                                       |
| 2008年   | | |                                                                                      |                                                                        |
| 3月19日  | ネオ アンジェリーク 〜sincerely〜                                                                       | マティアス（楠大典）、エレンフリート（入野自由）、ジェット（中村悠一）、ロシュ（木村良平） | 「Labyrinth 〜風の迷宮〜」                                                           | ゲーム『ネオ アンジェリーク』関連曲                                    |
| 7月9日   | ネオ アンジェリーク Abyss CHARACTER SONGS SCENE 03 ジェイド・ジェット                                   | ジェット（中村悠一） | 「MISSION COMPLETE」                                                                 | テレビアニメ『ネオ アンジェリーク Abyss』関連曲                        |
| 7月23日  | 絶対可憐チルドレン 4th session 皆本光一 starring 中村悠一                                               | 皆本光一（中村悠一） | 「I'm Here」 「You're Freedom!」                                                     | テレビアニメ『絶対可憐チルドレン』関連曲                               |
| 10月1日  | 我が家のお稲荷さま。 天狐幻術 歌曲集                                                                    | 天狐空幻（男）（中村悠一） | 「Funky Foxy Lovely Time」                                                           | テレビアニメ『我が家のお稲荷さま。』関連曲                             |
| 10月25日 | ラブルートゼロ キャラクターCD 湯原光一&早川大祐                                                         | 湯原光一（中村悠一）、早川大祐（杉田智和） | 「孤独マテリアル」                                                                   | ドラマCD『ラブルートゼロ』関連曲                                       |
| 10月29日 | ネオ アンジェリーク Special 〜gold note〜                                                               | ジェット（中村悠一） | 「EMERGENCY」 「SYSTEM ERROR?」                                                      | ゲーム『ネオ アンジェリーク』関連曲                                    |
| 11月26日 | Break+Your+Destiny                                                                                      | 兵部京介（遊佐浩二）、皆本光一（中村悠一）、賢木修二（谷山紀章） | 「Break+Your+Destiny」 「No Surrender」                                              | テレビアニメ『絶対可憐チルドレン』エンディングテーマ                   |
| 11月26日 | ネオ アンジェリーク Abyss バラエティーCD Vol.1 アルカディア パラダイス                                  | レイン（高橋広樹）、エレンフリート（入野自由）、ジェット（中村悠一） | 「REAL WINNER」                                                                      | テレビアニメ『ネオ アンジェリーク Abyss』関連曲                        |
| 2009年   | | |                                                                                      |                                                                        |
| 3月25日  | ネオアンジェリーク Abyss キャラクターソングベストアルバム                                               | ジェット（中村悠一） | 「MISSION COMPLETE」                                                                 | テレビアニメ『ネオ アンジェリーク Abyss』関連曲                        |
| 3月25日  | UNLIMITED ∞                                                                                             | 皆本光一（中村悠一） | 「UNLIMITED〜∞〜」 「Wishing」                                                       | テレビアニメ『絶対可憐チルドレン』関連曲                               |
| 4月8日   | マクロスF ドラマCD 娘ドラ◎ ドラ1                                                                        | 早乙女アルト（中村悠一）、ブレラ・スターン（保志総一朗） | 「小白竜」                                                                           | テレビアニメ『マクロスF』関連曲                                        |
| 4月22日  | ネオ アンジェリーク Special 軌跡 〜the brilliant days                                                   | レイン（高橋広樹）、ニクス（大川透）、ジェイド（小野坂昌也）、ヒュウガ（小野大輔）、ルネ（山口勝平）、ベルナール（平川大輔）、マティアス（楠大典）、エレンフリート（入野自由）、ジェット（中村悠一）、ロシュ（木村良平） | 「軌跡 〜the brilliant days」                                                        | ゲーム『ネオ アンジェリーク』関連曲                                    |
| 8月5日   | しゅごキャラ! キャラクターソングコレクション2                                                           | 月詠イクト（中村悠一） | 「月夜のマリオネット」                                                               | テレビアニメ『しゅごキャラ!』関連曲                                    |
| 8月26日  | キャラクターソングミニアルバム 身代わり伯爵の危険な響宴                                                 | リヒャルト・ラドフォード（中村悠一） | 「Blue Sky,Blue Ocean」                                                              | ドラマCD『身代わり伯爵の危険な響宴』関連曲                             |
| 12月3日  | ときめきメモリアル4 Character Single BOX                                                                | 小林学（阪口大助）、七河正志（中村悠一） | 「抜け殻」                                                                           | ゲーム『ときめきメモリアル4』関連曲                                    |
| 12月25日 | Starry☆Sky 〜in Winter〜                                                                                | 不知火一樹（中村悠一） | 「Grayed Out」                                                                       | ドラマCD『Starry☆Sky 〜in Winter〜』オープニングテーマ                 |
| 2010年   | | |                                                                                      |                                                                        |
| 1月29日  | クラノア ever forever〜エバーフォーエバー                                                               | 喜多嶋翔（中村悠一） | 「ever forever〜エバーフォーエバー」                                                 | ゲーム『クラノア』関連曲                                               |
| 2月17日  | FAIRY TAIL キャラクターソングコレクション Vol.1 ナツ&グレイ                                             | グレイ（中村悠一） | 「Frozen Soul」                                                                      | テレビアニメ『FAIRY TAIL』関連曲                                       |
| 2月24日  | 機動戦士ガンダム00 Voice Actor Single 中村悠一 come across グラハム・エーカー                           | グラハム・エーカー（中村悠一） | 「still more ripple」 「美しいハロー さようならのユーモア」                          | テレビアニメ『機動戦士ガンダム00』関連曲                               |
| 3月3日   | BLEACH BREATHLESS COLLECTION 06：朽木白哉 with 千本桜 and 村正                                          | 村正（中村悠一） | 「REQUIEM」                                                                          | テレビアニメ『BLEACH 斬魄刀異聞篇』関連曲                              |
| 3月17日  | Last Escort -Club katze- オリジナルソングベスト                                                         | レイ（中村悠一） | 「Waltz」                                                                            | ゲーム『Last Escort -Club Katze-』関連曲                               |
| 3月30日  | 君に捧げるコイゴコロ                                                                                    | 湯原光一（杉田智和）、早川大祐（中村悠一） | 「落陽」                                                                             | ドラマCD『ラブルートゼロ』関連曲                                       |
| 7月28日  | ☆Seventh★Heaven☆/…Out of control…                                                                       | 皆本光一（中村悠一） | 「…Out of control…」                                                                 | OVA『絶対可憐チルドレン』挿入歌                                        |
| 11月24日 | cosmic cuune                                                                                            | シェリル・ノーム（May'n）、ランカ・リー（中島愛）、frontier stars | 「Merry Christmas without You」                                                      | テレビアニメ『マクロスF』関連曲                                        |
| 2011年   | | |                                                                                      |                                                                        |
| 3月23日  | 君に届け Secret Party 〜北幌高校学校祭 アナザーサイド〜                                                 | 真田龍（中村悠一） | 「桜」                                                                               | テレビアニメ『君に届け 2ND SEASON』関連曲                              |
| 4月6日   | イナズマイレブン キャラクターソング オリジナルアルバム                                                  | マーク・クルーガー（中村悠一）、フィディオ・アルデナ（下野紘）、テレス・トルーエ（間島淳司）、エドガー・バルチナス（杉田智和）                                                                                           | 「栄光へのエール！」                                                                 | テレビアニメ『イナズマイレブン』関連曲                                 |
| 4月27日  | アニメ「FAIRY TAIL」キャラクターソングアルバム Eternal Fellows                                          | グレイ・フルバスター（中村悠一） | 「TRUE PRIDE」                                                                       | テレビアニメ『FAIRY TAIL』関連曲                                       |
| 7月27日  | 俺の妹がこんなに可愛いわけがない BD・DVD第7巻特典CD                                                     | 黒猫（花澤香菜）、高坂京介（中村悠一） | 「贖罪のセレナーデ」                                                                 | テレビアニメ『俺の妹がこんなに可愛いわけがない』エンディングテーマ     |
| 9月7日   | いつか天魔の黒ウサギ キャラクターソングCD vol.2                                                         | 紅月光（中村悠一） | 「黒い翼」                                                                           | テレビアニメ『いつか天魔の黒ウサギ』関連曲                             |
| 12月14日 | ブリコン 〜BLEACH CONCEPT COVERS〜 2                                                                    | ノイトラ・ジルガ（神奈延年）、テスラ・リンドクルツ（中村悠一） | 「乱舞のメロディ」                                                                   | テレビアニメ『BLEACH』関連曲                                           |
| 12月21日 | アルカナ・ファミリア -La storia della Arcana Famiglia- キャラクターソングミニアルバム La festa La vita! | ルカ（中村悠一） | 「ひかり」                                                                           | ゲーム『アルカナ・ファミリア -La storia della Arcana Famiglia-』関連曲 |
| 2012年   | | |                                                                                      |                                                                        |
| 3月21日  | 妖狐×僕SS ENDING SONG Vol.1                                                                             | 御狐神双熾（中村悠一） | 「楽園のPhotograph」                                                                 | テレビアニメ『妖狐×僕SS』エンディングテーマ                            |
| 5月16日  | アニメ「FAIRY TAIL」キャラクターソングアルバム２ キズナだろー!!                                         | グレイ・フルバスター（中村悠一） | 「Naked dream」                                                                      | テレビアニメ『FAIRY TAIL』関連曲                                       |
| 5月23日  | デュラララッピング!! -デュラララ!!キャラクターソングコレクション-                                       | 門田京平（中村悠一） | 「ツッパリHigh School Rock'n Roll (登校編)」                                         | テレビアニメ『デュラララ!!』関連曲                                     |
| 7月18日  | グリズリーさんのG☆ROCK                                                                                  | グリズリー（中村悠一） | 「グリズリーさんのG☆ROCK」 「しろくまカフェ 〜グリズリー〜」                         | テレビアニメ『しろくまカフェ』エンディングテーマ                       |
| 12月26日 | 特命戦隊ゴーバスターズ キャラクターソング アルバム                                                      | マサト（松本寛也）、ビート・J・スタッグ（中村悠一） | 「パーフェクション!」                                                                | 特撮テレビドラマ『特命戦隊ゴーバスターズ』関連曲                       |
| 2013年   | | |                                                                                      |                                                                        |
| 2月6日   | DARKNESS NIGHT｜BRIGHTEST LIGHT                                                                         | 皆本光一（中村悠一）、賢木修二（谷山紀章） | 「BRIGHTEST LIGHT」                                                                  | テレビアニメ『THE UNLIMITED 兵部京介』エンディングテーマ               |
| 2月20日  | THE UNLIMITED 兵部京介 Character SINGLE 皆本光一 starring 中村悠一                                      | 皆本光一（中村悠一） | 「ミライノサキへ」                                                                   | テレビアニメ『THE UNLIMITED 兵部京介』関連曲                           |
| 2月20日  | THE UNLIMITED 兵部京介 Character SINGLE 皆本光一 starring 中村悠一                                      | 皆本光一（中村悠一）、賢木修二（谷山紀章） | 「BRIGHTEST LIGHT Minamoto arrange」                                                 | テレビアニメ『THE UNLIMITED 兵部京介』関連曲                           |
| 2014年   | | |                                                                                      |                                                                        |
| 3月26日  | マクロス30周年記念 超時空デュエット集 娘コラ×                                                           | 早乙女アルト（中村悠一）、ブレラ・スターン（保志総一朗） | 「小白竜」                                                                           | テレビアニメ『マクロスF』関連曲                                        |
| 5月28日  | ハマトラ キャラクターファイルシリーズ file-05 レシオ                                                    | レシオ（中村悠一） | 「Blues & Rise」 「Destination」                                                     | テレビアニメ『ハマトラ』関連曲                                         |
| 6月25日  | ノブナガ・ザ・フール キャラクターソング Vol.6 ガイウス・ユリウス・カエサル                              | ガイウス・ユリウス・カエサル（中村悠一） | 「WORLD IS MINE」 「DIGNIFIED ELEGANCE」                                             | テレビアニメ『ノブナガ・ザ・フール』関連曲                             |
| 6月25日  | 劇場版 TIGER & BUNNY -The Rising- オリジナル・サウンドトラック                                          | ゴールデンライアン（中村悠一）、バーナビー・ブルックスJr.（森田成一） | 「The Rising-Theme for APOLLON-」                                                    | 劇場アニメ『劇場版 TIGER & BUNNY -The Rising-』関連曲                  |
| 9月24日  | 月刊少女野崎くん BD・DVD第1巻特典CD                                                                     | 野崎梅太郎（中村悠一） | 「青春 Rolling Days 〜ロマンチックにストイック〜」                                   | テレビアニメ『月刊少女野崎くん』関連曲                                 |
| 2015年   | | |                                                                                      |                                                                        |
| 1月21日  | 曇天に笑う BD・DVD上巻特典CD                                                                            | 曇天火（中村悠一） | 「一天突破」                                                                         | テレビアニメ『曇天に笑う』関連曲                                       |
| 1月28日  | 魔法科高校の劣等生 九校戦編4 BD・DVD特典CD                                                              | 司波達也（中村悠一）、司波深雪（早見沙織） | 「EVER WHITE」                                                                       | テレビアニメ『魔法科高校の劣等生』関連曲                               |
| 9月2日   | 食戟のソーマ キャラクターソングシリーズ Side Boys 1 四宮小次郎                                          | 四宮小次郎（中村悠一） | 「今夜、パリ8区で 〜Nuits a Paris〜」 「百皿繚乱☆献立バトル〜starring 四宮小次郎〜」 | テレビアニメ『食戟のソーマ』関連曲                                     |
| 12月16日 | SIX SAME FACES 〜今夜は最高!!!!!!〜                                                                     | イヤミ（鈴村健一） feat. おそ松（櫻井孝宏）、カラ松（中村悠一）、チョロ松（神谷浩史）、一松（福山潤）、十四松（小野大輔）、トド松（入野自由）                                                                            | 「SIX SAME FACES 〜今夜は最高!!!!!!〜」                                              | テレビアニメ『おそ松さん』エンディングテーマ                           |
| 2016年   | | |                                                                                      |                                                                        |
| 2月10日  | 幻影異聞録♯FE ボーカルコレクション                                                                      | 蒼井樹&FORTUNA ALL STARS | 「ファイアーエムブレム〜光の戯曲〜」 「Smile Smile」                                 | ゲーム『幻影異聞録♯FE』関連曲                                          |
| 3月16日  | SIX SHAME FACES 〜今夜も最高!!!!!!〜                                                                    | トト子（遠藤綾） feat. おそ松（櫻井孝宏）、カラ松（中村悠一）、チョロ松（神谷浩史）、一松（福山潤）、十四松（小野大輔）、トド松（入野自由）                                                                              | 「SIX SHAME FACES 〜今夜も最高!!!!!!〜」                                             | テレビアニメ『おそ松さん』エンディングテーマ                           |
| 5月25日  | デュラララ!!×2 結 BD・DVD第4巻特典                                                                      | 門田恭平(中村悠一)、渡草三郎(寺島拓篤) | 「冬の稲妻」                                                                         | テレビアニメ『デュラララ!!×結』関連曲                                  |
| 9月7日   | おそ松さん Original Sound Track Album                                                                   | イヤミ（鈴村健一）、トト子（遠藤綾） feat.おそ松さんオールスターズ | 「SIX SAME FACES 〜今夜も最高!!!!!!!!!!!!!!〜 type FINAL」                           | テレビアニメ『おそ松さん』エンディングテーマ                           |
| 11月23日 | WWW.WORKING!! BD・DVD第1巻特典CD                                                                        | 東田大輔（中村悠一）、足立正広（内山昂輝）、進藤ユータ（小野賢章） | 「無重力フィーバー」                                                                 | テレビアニメ『WWW.WORKING!!』エンディングテーマ                        |
| 2017年   | | |                                                                                      |                                                                        |
| 5月24日  | WWW.WORKING!! BD・DVD第7巻特典CD                                                                        | 東田大輔（中村悠一）、宮越華（戸松遥）、足立正広（内山昂輝）、村主さゆり（日笠陽子）、鎌倉志保（雨宮天）、進藤ユータ（小野賢章）                                                                                         | 「無重力フィーバー（special ver.）」                                                 | テレビアニメ『WWW.WORKING!!』エンディングテーマ                        |
| 12月6日  | レッツゴー！ムッツゴー！〜6色の虹〜                                                                     | ROOTS66 with 松野家6兄弟 | 「レッツゴー！ムッツゴー！〜6色の虹〜 早松66」                                       | テレビアニメ『おそ松さん』第2期エンディングテーマ                      |
| 12月6日  | レッツゴー！ムッツゴー！〜6色の虹〜                                                                     | ROOTS66 with 松野家6兄弟 | 「レッツゴー！ムッツゴー！〜6色の虹〜 遅松66」                                       | テレビアニメ『おそ松さん』第2期エンディングテーマ                      |
| 2018年   | | |                                                                                      |                                                                        |
| 2月28日  | 大人÷6×子供×6                                                                                           | The おそ松さんズ with 松野家6兄弟 | 「大人÷6×子供×6」                                                                    | テレビアニメ『おそ松さん』第2期エンディングテーマ                      |
| 7月21日  | テレビアニメ「鹿楓堂よついろ日和」エンディングテーマ『Clover』                                          | 東極京水（諏訪部順一）、永江ときたか（中村悠一）、グレゴーリオ・ヴァレンティノ（小野大輔）、中尾椿（山下大輝） | 「Clover」                                                                           | テレビアニメ『鹿楓堂よついろ日和』エンディングテーマ                   |
| 9月26日  | 多田くんは恋をしない BD・DVD第4巻特典CD                                                                 | 多田光良（中村悠一） | 「ラブソング」                                                                       | テレビアニメ『多田くんは恋をしない』挿入歌                             |
| 2019年   | | |                                                                                      |                                                                        |
| 6月26日  | えいがのおそ松さん オリジナルサウンドトラック                                                           | 松野カラ松（中村悠一）、松野チョロ松（神谷浩史）、松野一松（福山潤）、松野十四松（小野大輔）、松野トド松（入野自由） | 「赤塚ホテル」                                                                       | 劇場アニメ『えいがのおそ松さん』挿入歌                                 |
| 2020年   | | |                                                                                      |                                                                        |
| 12月16日 | Max Charm Faces 〜彼女は最高♡♡!!!!!!〜                                                                  | Shuta Sueyoshi with Totoko（遠藤綾）♡Nya（山下七海） & 松野家6兄弟 | 「Max Charm Faces 〜彼女は最高♡♡!!!!!!〜」                                           | テレビアニメ『おそ松さん』第3期エンディングテーマ                      |
| 2021年   | | |                                                                                      |                                                                        |
| 2月24日  | Amazing Intelligence 〜クズは最高!!!!!!!!!!!!!♡♡△△〜                                                    | オムスビ（山本和臣） with おそ松さんオールスターズ | 「Amazing Intelligence 〜クズは最高!!!!!!!!!!!!!♡♡△△〜」                             | テレビアニメ『おそ松さん』第3期エンディングテーマ                      |
| 8月18日  | おそ松さん Original Sound Track Album3                                                                  | Shuta Sueyoshi with Totoko（遠藤綾）♡Nya（山下七海） & 松野家6兄弟 | 「Max Charm Faces 〜彼女は最高♡♡!!!!!!〜 Smile Again」                               | テレビアニメ『おそ松さん』第3期エンディングテーマ                      |
| 8月18日  | おそ松さん Original Sound Track Album3                                                                  | オムスビ（山本和臣） with おそ松さんオールスターズ | 「Amazing Intelligence 〜クズは最高!!!!!!!!!!!!!♡♡△△〜 Type FINAL」                  | テレビアニメ『おそ松さん』第3期エンディングテーマ                      |
| 9月22日  | L・O・V・E                                                                                              | ファフニール（小野大輔）、滝谷真（中村悠一） | 「Cursed Treasure」                                                                  | テレビアニメ『小林さんちのメイドラゴンS』関連曲                        |

### その他参加作品
| 発売日         | 商品名                   | 歌            | 楽曲     | 備考                     |
| -------------- | ------------------------ | ------------- | -------- | ------------------------ |
| 2008年12月17日 | 響演「宝くじ」「腕時計」 | 中村悠一      | 「キミ」 |                          |
| 2013年10月9日  | ハロウィンと夜の物語     | Sound Horizon |          |                          |
| 2015年12月16日 | 情熱は枯葉のように       | THE HOOPERS   |          | MVのナレーションで参加。 |